# Умершие в феврале 2018 года
Это список известных людей, соответствующих установленным критериям значимости (см. Википедия:Критерии значимости персоналий), умерших в феврале 2018 года.
Причина смерти указывается лишь в исключительных случаях (убийство, самоубийство, гибель в результате военных действий, смертная казнь, ДТП или несчастные случаи). В остальных случаях — не указывается.

## 28 февраля

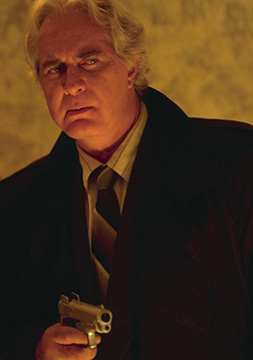
Рохелио Герра

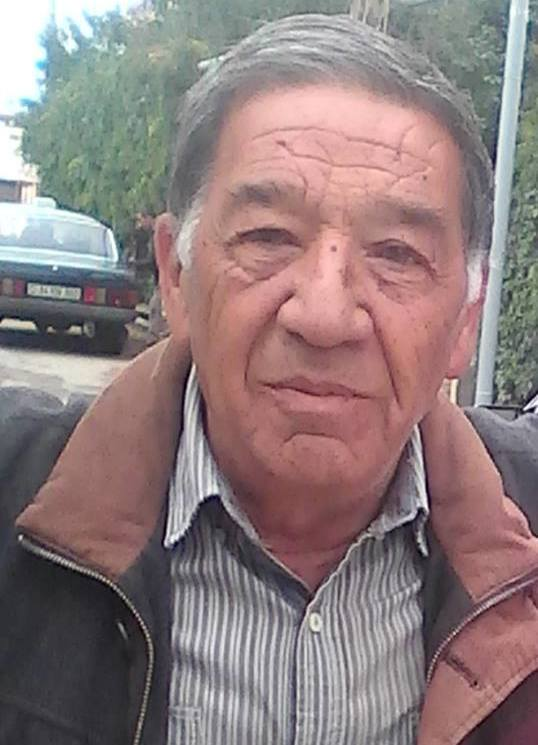
Альберт Мкртчян

- Афанасьева, Ирина Александровна (76) — советская российская актриса, актриса Норильского театра драмы им. В. Московского, заслуженный артист РСФСР (1990)[1].
- Герра, Рохелио (81) — мексиканский актёр театра и кино, мастер дубляжа[2].
- Гневко, Виктор Андреевич (71) — советский и российский экономист, заслуженный деятель науки Российской Федерации[3].
- Стефаун Кристьянссон (35) — исландский шахматист, гроссмейстер (2011)[4].
- Лафайе, Ванесса (54) — американская писательница[5].
- Мкртчян, Альберт Мушегович (81) — советский и армянский кино- и театральный режиссёр, брат Фрунзика Мкртчяна[6].
- Мюллер, Стефан (73) — польский архитектор, урбанист, педагог, доктор Вроцлавского технологического университета [ ].
- Ташнади, Штефан (64) — румынский тяжелоатлет, серебряный призёр Олимпийских игр в Лос-Анджелесе (1984)[7].
- Фомичёв, Лев Александрович (86) — советский и российский художник, народный художник России (1995)[8].
- Шадрин, Станислав Юрьевич (54) — советский и российский хоккеист («Трактор» Челябинск) и тренер[9].
- Шмидт, Харви (88) — американский композитор[10].

## 27 февраля

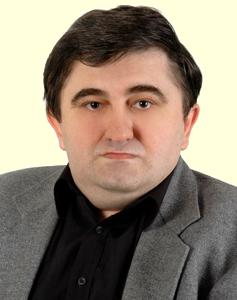
Олег Авраменко

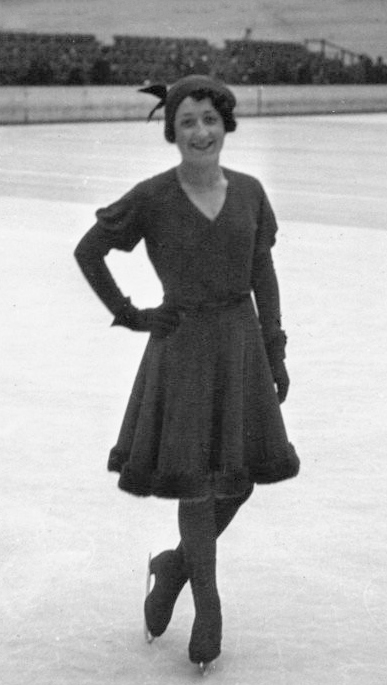
Жаклин Водекран

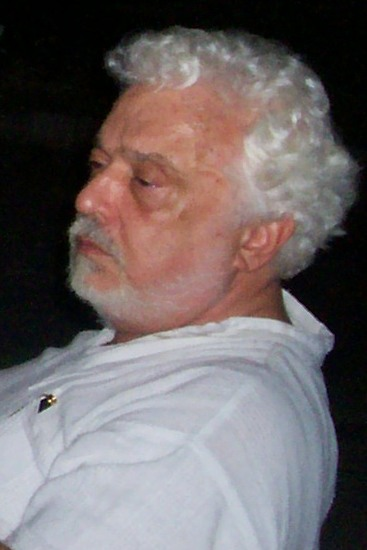
Теотониу Дус Сантус

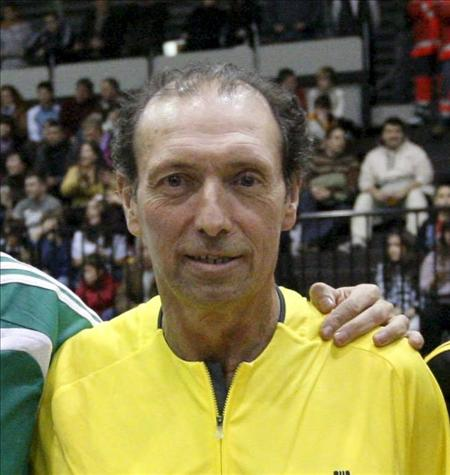
Кини

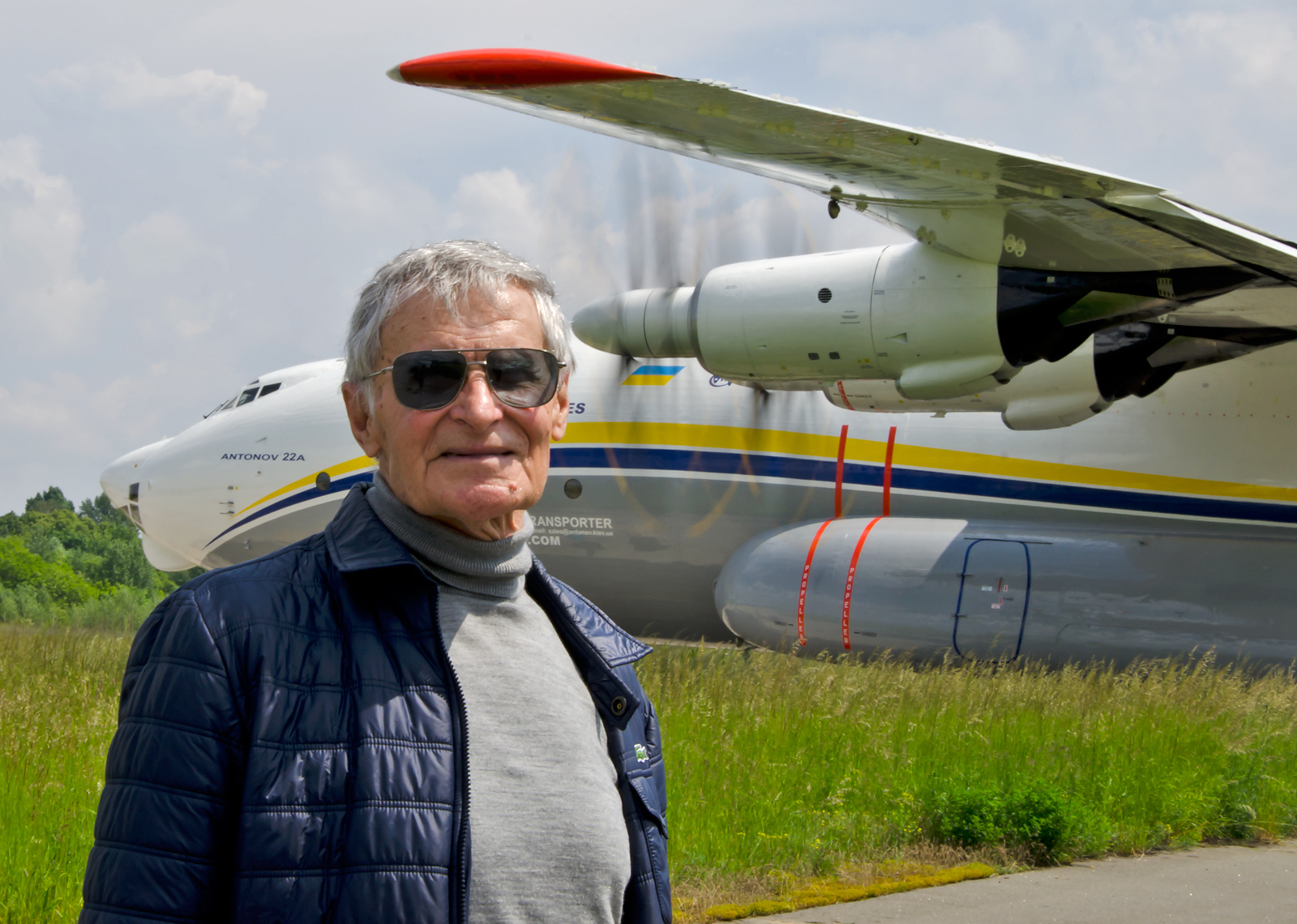
Юрий Курлин

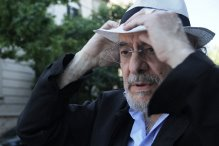
Уго Сантьяго

- Авраменко, Олег Евгеньевич (50) — украинский писатель-фантаст[11].
- Васильева, Лариса Николаевна (82) — советская и российская писательница и музейный деятель, дочь Николая Кучеренко[12].
- Водекран, Жаклин (104) — французская фигуристка и тренер[13] Архивная копия от 1 марта 2018 на Wayback Machine.
- Дус Сантус, Теотониу (81) — бразильский экономист, социолог и политолог[14].
- Каратаев, Султангали Каратаевич (81) — казахский спортивный комментатор и журналист, диктор[15].
- Кини (68) — испанский футболист, нападающий, пятикратный лучший бомбардир чемпионата Испании[16].
- Курлин, Юрий Владимирович (88) — советский и украинский лётчик-испытатель, Герой Советского Союза (1966)[17].
- Леонетти, Анри (81) — французский футболист[18].
- Полад-Заде, Полад Аджиевич (86) — советский государственный и хозяйственный деятель, и. о. министра водохозяйственного строительства СССР (1989—1990)[19].
- Сантьяго, Уго (78) — аргентинский и французский кинорежиссёр, сценарист[20].
- Чачин, Александр Владимирович (58) — российский волейболист, мастер спорта СССР, ведущий специалист Всероссийской Федерации волейбола[21].
- Шатохина, Елена Михайловна (64) — молдавская писательница и журналистка[22].

## 26 февраля

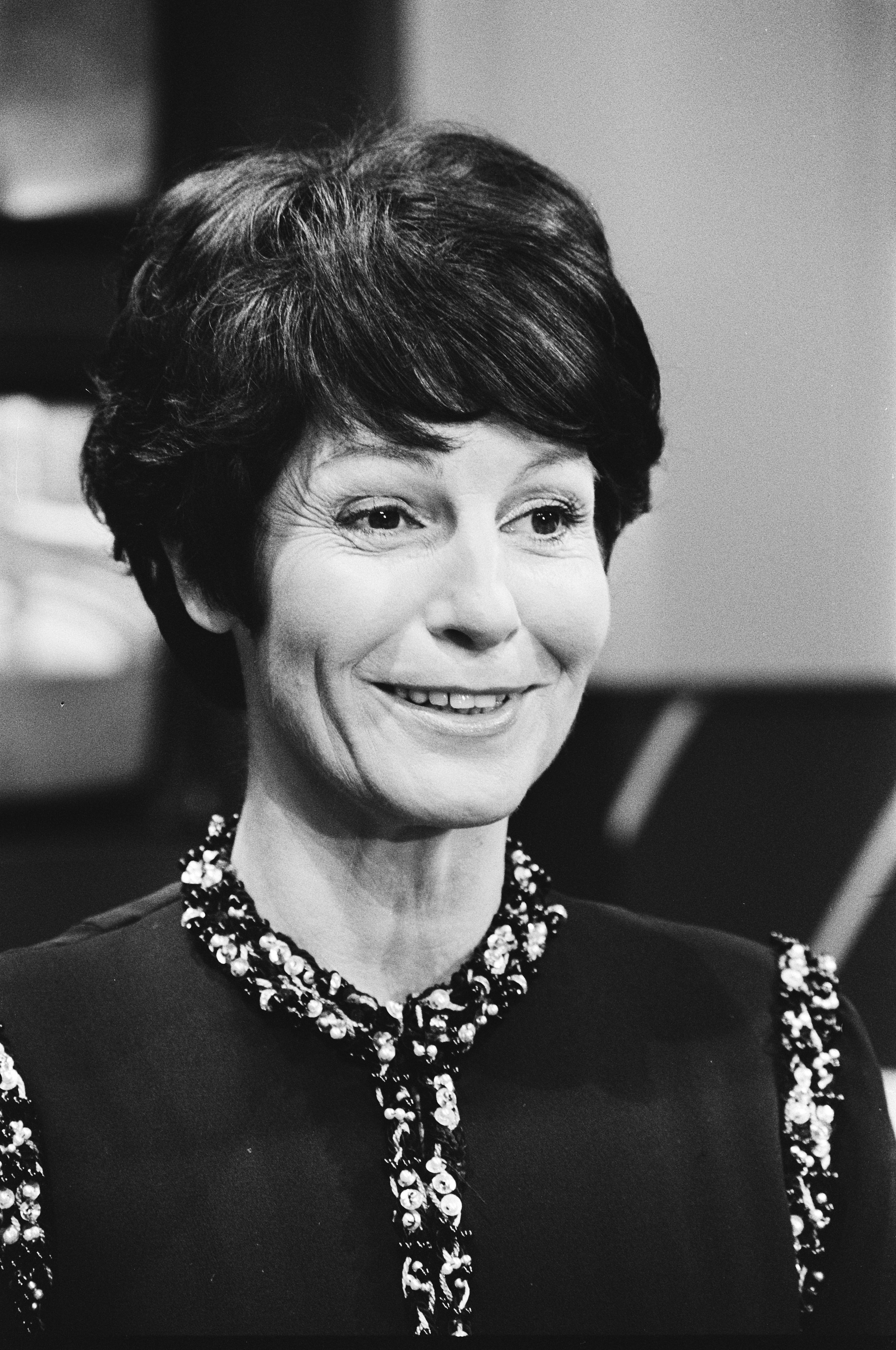
Мис Бауман

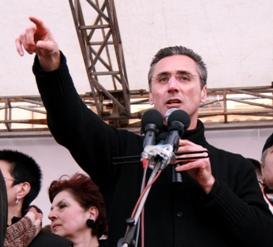
Георгий Маисашвили

- Бауман, Мис (88) — нидерландская телеведущая и детская писательница[23].
- Вельциг, Вернер (82) — австрийский учёный, президент Австрийской академии наук (1991—2003)[24].
- Де Мео, Поль (64) — американский сценарист и продюсер[25][26].
- Идальго, Хуан (90) — испанский композитор[27].
- Карпова, Татьяна Михайловна (102) — советская и российская актриса, лауреат Сталинской премии (1947), народная артистка СССР (1990)[28].
- Лавери, Шон (61) — американский танцор и балетмейстер[29].
- Маисашвили, Георгий (55) — грузинский политический деятель[30].
- Мельникер, Бенджамин (104) — американский продюсер[31].
- Познер, Гэри (74) — американский химик, участник разработки реакции Кори — Хауса — Познера — Бетидеса[32].
- Хандли, Ричард (86) — американский пианист и композитор[33].

## 25 февраля
- Веселинов, Цветан (70) — болгарский футболист, серебряный призёр Летних Олимпийских игр в Мехико 1968[34]
- Винченци, Пенни (78) — британская писательница[35].
- Григорий (Чирков) (76) — епископ Русской православной церкви, архиепископ Можайский, викарий Московской епархии (с 1987 года)[36].
- Демехин, Владимир Анатольевич (62) — украинский государственный деятель, председатель Херсонской областной рады (2006—2010)[37].
- Куцяк, Ян (27) — словацкий журналист; убит[38].
- Омуралиев, Эсенгул Касымович (67) — киргизский государственный деятель и дипломат, заместитель премьер-министра Республики Кыргызстан (1990—2000), Чрезвычайный и Полномочный Посол Кыргызстана в Казахстане (2012—2016) и в Украине (2001—2005)[39].
- Рыжков, Владимир Иванович (86) — советский и российский передовик производства, бригадир лесхозной бригады Новочунского леспромхоза, Герой Социалистического Труда (1976)[40].
- Флоренсио, Дэнни (70) — филиппинский баскетболист, чемпион Азии (1967)[41].

## 24 февраля

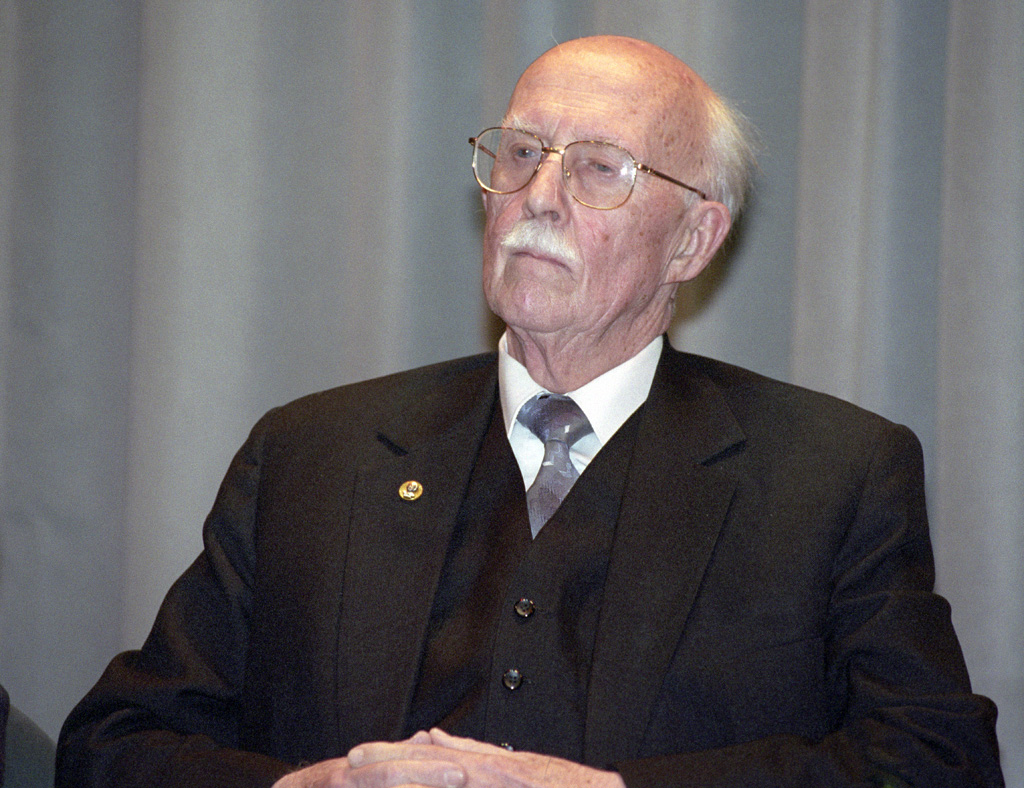
Сергей Тихвинский

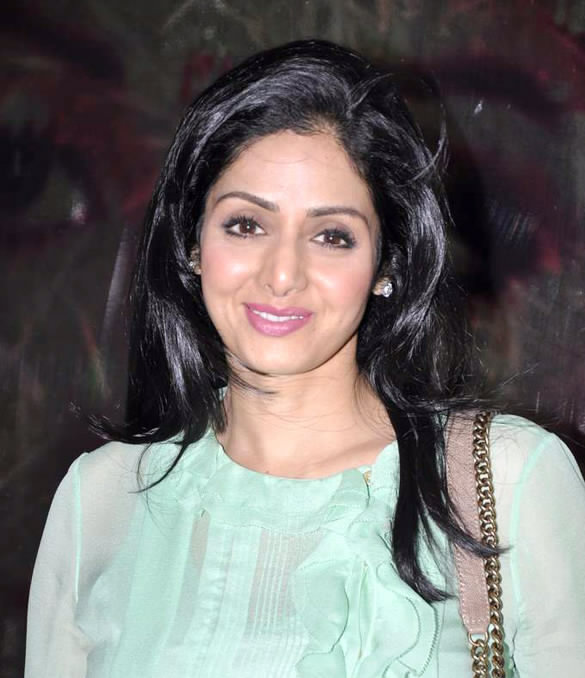
Шридеви

- Авицур, Эйтан (76) — израильский композитор и дирижёр[42].
- Альвиани, Джетулио (78) — итальянский художник[43].
- Зибарев, Анатолий Гордеевич (81) — советский и российский передовик производства, оператор Оренбургского газоперерабатывающего завода, Герой Социалистического Труда (1986)[44][45].
- Клэс, Вим (56) — бельгийский композитор[46].
- Кондусова, Татьяна Уваровна (80) — советский передовик производства, доярка колхоза «Золотой колос» Каширского района Воронежской области, полный кавалер ордена Трудовой Славы [?].
- Куиличи, Фолько (87) — итальянский режиссёр и сценарист документального кино[47].
- Лаки, Бад (83) — американский художник-мультипликатор[48].
- Макинтош, Джеймс (87) — американский гребец академического стиля, серебряный призёр летних Олимпийских игр в Мельбурне (1956)[49].
- Ноулз, Дарвард (100) — багамский и британский яхтсмен (шкипер), чемпион Олимпийских игр в Токио (1964), чемпион мира 1947 года в классе «Звёздный»[50].
- Ойербах, Шмуэль (86) — израильский раввин, ведущий галахический авторитет[51].
- Тихвинский, Сергей Леонидович (99) — советский и российский дипломат, китаевед, академик АН СССР (с 1981) и РАН (с 1991), участник Второй мировой войны[52].
- Фёдоров, Владимир Алексеевич (54) — украинский художник[53].
- Хидари, Тонпэй (80) — японский актёр[54][55].
- Хёйкюр Хильмарссон (31) — исландский анархист, политический активист[56].
- Шридеви (54) — индийская киноактриса и продюсер[57].
- Эргашев, Исмаил Эргашевич (72) — узбекский военачальник, генерал-майор Узбекистана, первый заместитель министра обороны — начальник Объединённого штаба Вооруженных Сил Республики Узбекистан (2004—2005)[58].
- Ян Жудай (91) — китайский партийный и государственный деятель, член Политбюро ЦК КПК (1987—1992), заместитель председателя ВК НПКСК (1993—2003)[59].

## 23 февраля
- Белоусов, Владимир Николаевич (90) — советский и российский архитектор, академик РААСН, заслуженный архитектор РСФСР[60].
- Гилберт, Льюис (97) — британский кинорежиссёр, сценарист и продюсер[61].
- Гуровой, Юрий Андреевич (85) — советский украинский государственный деятель, председатель Харьковского горисполкома (1969—1976)[62].
- Колби, Джеймс (56) — американский актёр[63][64].
- Коломин, Евгений Васильевич (85) — советский и российский экономист, президент Всероссийского научного страхового общества[65].
- Мирзоев, Георгий Константинович (84) — советский и российский автоконструктор, главный конструктор ВАЗа (1976—1998)[66].
- Муньос, Хакобо (75) — испанский философ[67].
- Морозов, Юрий Васильевич (57) — советский и российский рок-музыкант, мультиинструменталист, звукорежиссёр, писатель, основатель группы Босяки
- Родионова, Нина Павловна (87) — советский и российский художник-акварелист, народный художник РСФСР (1980)[68].
- Тохтасьев, Сергей Ремирович (60) — российский историк, старший научный сотрудник сектора Древнего Востока Института восточных рукописей РАН[69].
- Тупица, Олег Иванович (58) — российский театральный актёр, выступавший на сцене Иркутского театра юного зрителя имени Вампилова, заслуженный артист России (2012)[70].
- Шарифуллин, Борис Яхиевич (65) — советский и российский лингвист, доктор филологических наук, профессор Лесосибирского педагогического института — филиала Сибирского федерального университета[71].

## 22 февраля

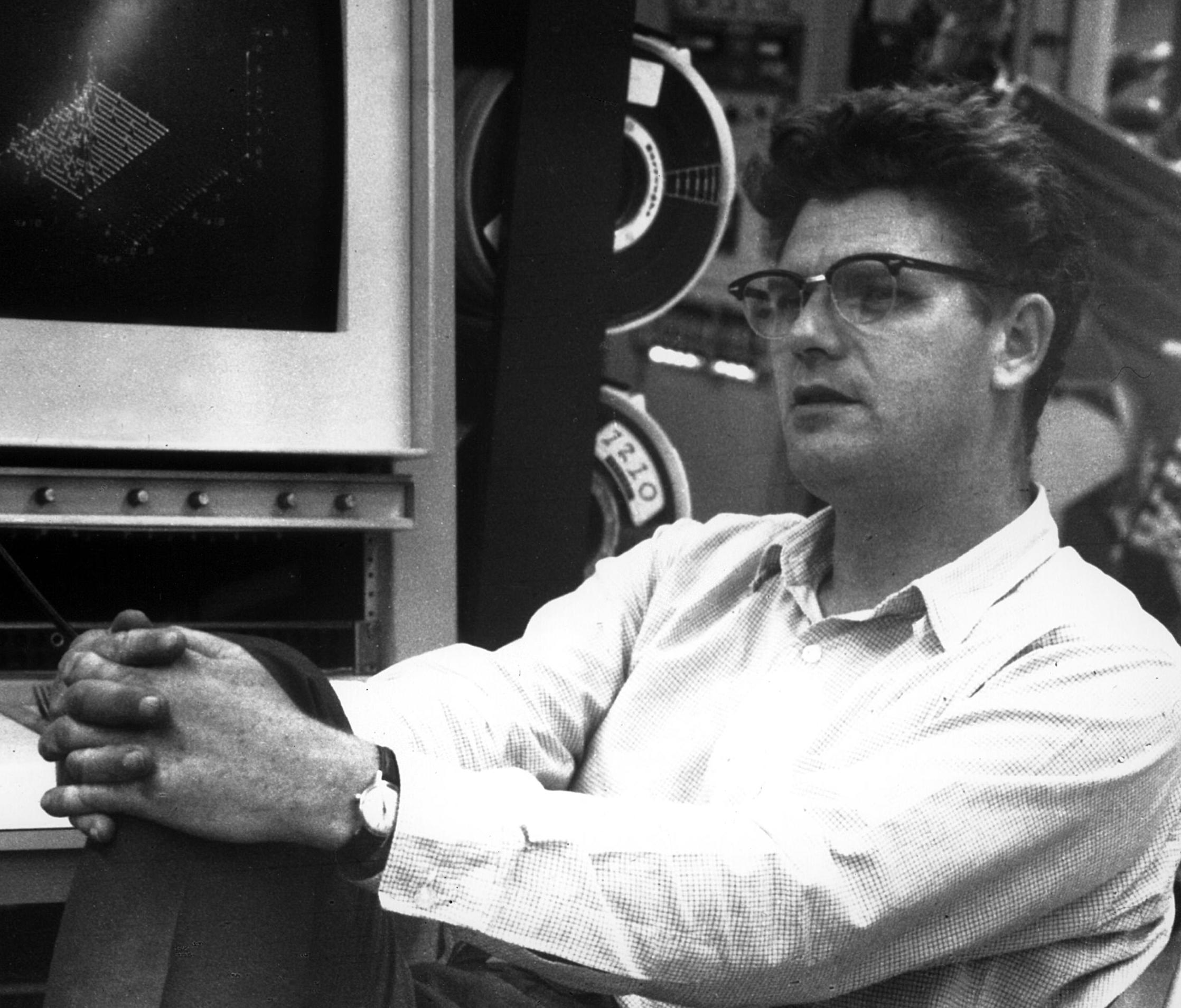
Ричард Тейлор

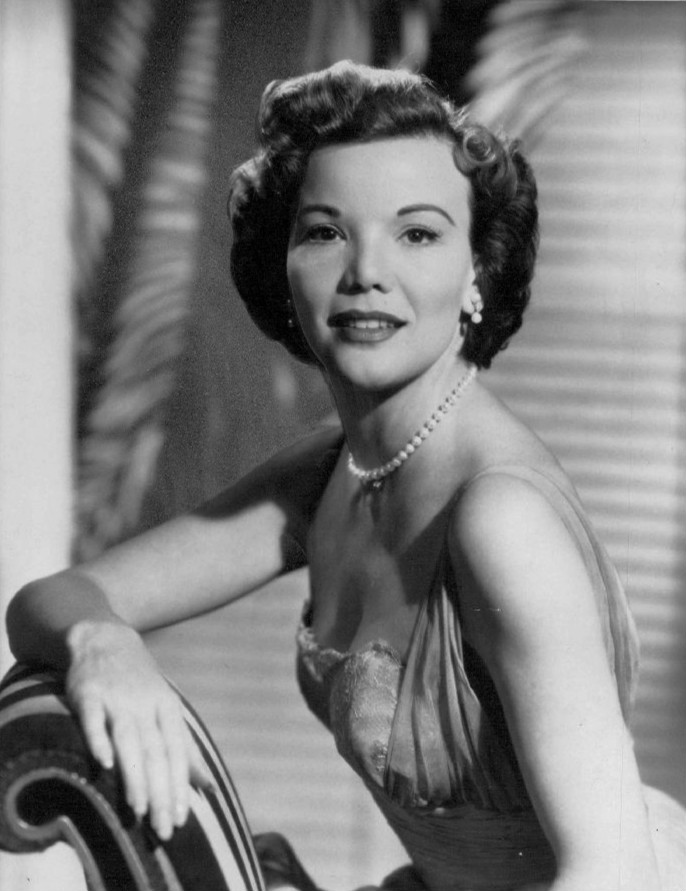
Наннетт Фабрей

- Бондаренко, Виталий Михайлович (92) — советский и российский ученый в области строительных конструкций[72].
- Голицын, Владимир Кириллович (76) — русский аристократ, князь, председатель Русского дворянского собрания в США[73].
- Гранда, Эйлер (82) — эквадорский поэт, писатель и психиатр[74].
- Евплова, Тамара Васильевна (80) — советская фехтовальщица на рапирах, золотая медалистка чемпионата мира по фехтованию в Лондоне 1956 года (в команде).
- Крецу, Игорь (95) — советский и молдавский поэт и переводчик[75].
- Ли Цзин (69) — гонконгская киноактриса (тело найдено в этот день)[76].
- Решетников, Анатолий Георгиевич (94) — советский и украинский актёр театра и кино, Народный артист Украинской ССР[77].
- Рябенький, Виктор Соломонович (94) — российский и советский математик, доктор физико-математических наук (1970), профессор МФТИ, главный научный сотрудник ИПМ РАН, заслуженный деятель науки РФ (2005), лауреат премии имени И. Г. Петровского (2007)[78].
- Серрин, Уильям (78) — американский журналист, лауреат Пулитцеровской премии (1968)[79].
- Тейлор, Ричард Эдвард (88) — канадско-американский физик, лауреат Нобелевской премии по физике (1990)[80].
- Тот, Ласло Тахи (74) — венгерский актёр[81].
- Фабрей, Нанетт (97) — американская актриса и певица[82].
- Фалин, Валентин Михайлович (91) — советский партийный деятель и дипломат, Чрезвычайный и Полномочный Посол СССР в ФРГ (1971—1978), секретарь ЦК КПСС (1990—1991)[83].

## 21 февраля

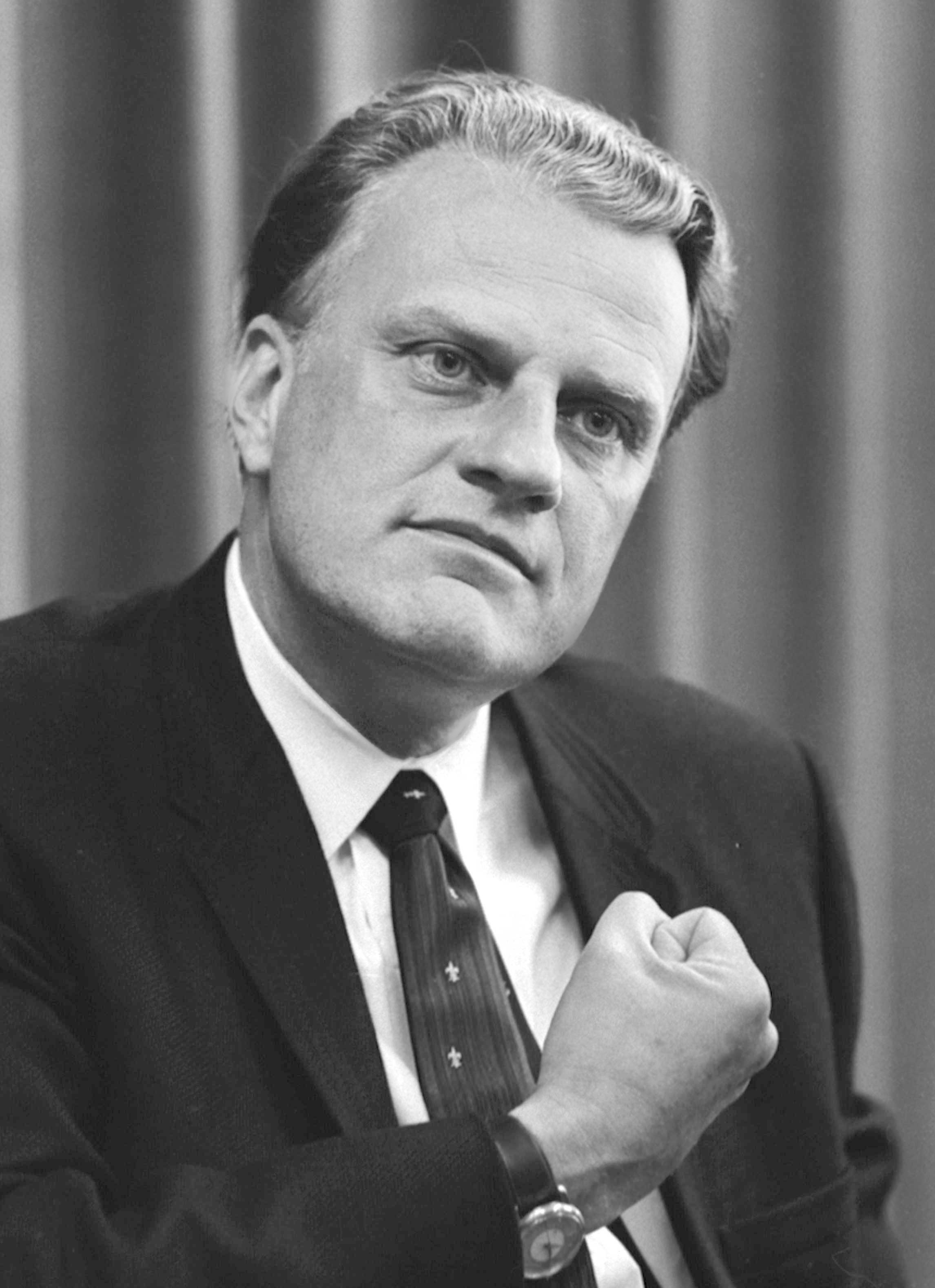
Билли Грэм

- Александров, Сергей Леонидович (44) — советский, украинский и российский футболист, вратарь[84].
- Анищев, Владимир Петрович (82) — советский партийный и российский государственный деятель, второй секретарь ЦК КП Узбекистана (1986—1989), председатель комитета народного контроля РСФСР (1989—1990), народный депутат России (1990—1993)[85].
- Афраймович, Валентин Сендерович (72) — советский и российский математик, специалист в области динамических систем и обыкновенных дифференциальных уравнений[источник не указан 2722 дня].
- Глебов, Николай Дмитриевич (83) — советский и российский геолог, Герой Социалистического Труда (1975)[86].
- Грэм, Билли (99) — американский христианский проповедник[87].
- Контарович, Лев Яковлевич (82) — белорусский спортивный функционер, председатель Федерации хоккея Беларуси (1993—1997)[88].
- Кривошапкин, Аркадий Алексеевич (96) — участник Великой Отечественной войны, Герой Советского Союза (1945)[89].
- Лухиши, Тайеб (69) — тунисский кинорежиссёр, лауреат Каннского кинофестиваля (1982) и Московского международного кинофестиваля (1983)[90].
- Осуги, Рен (66) — японский актёр[91].
- Флетчер, Берилл (79—80) — новозеландская писательница[92].
- Хисматуллин, Марат Магафурович (79) — советский и российский башкирский оперный певец (баритон) и режиссёр[93].
- Чеботарёв, Валентин Степанович (90) — советский и российский художник, заслуженный работник культуры РСФСР[94].
- Чэмберс, Эмма (53) — британская актриса[95].
- Шимковяк, Александр Станиславович (62) — белорусский тренер по баскетболу, заслуженный тренер Республики Беларусь[96].

## 20 февраля

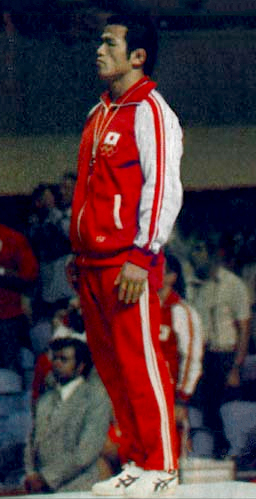
Дзиитиро Датэ

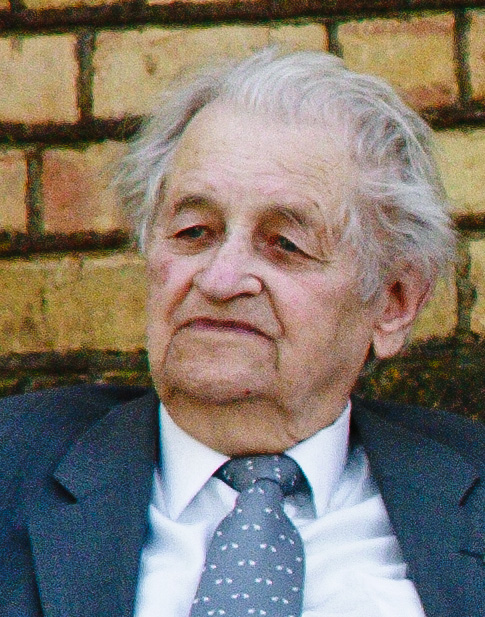
Зигмас Зинкявичус

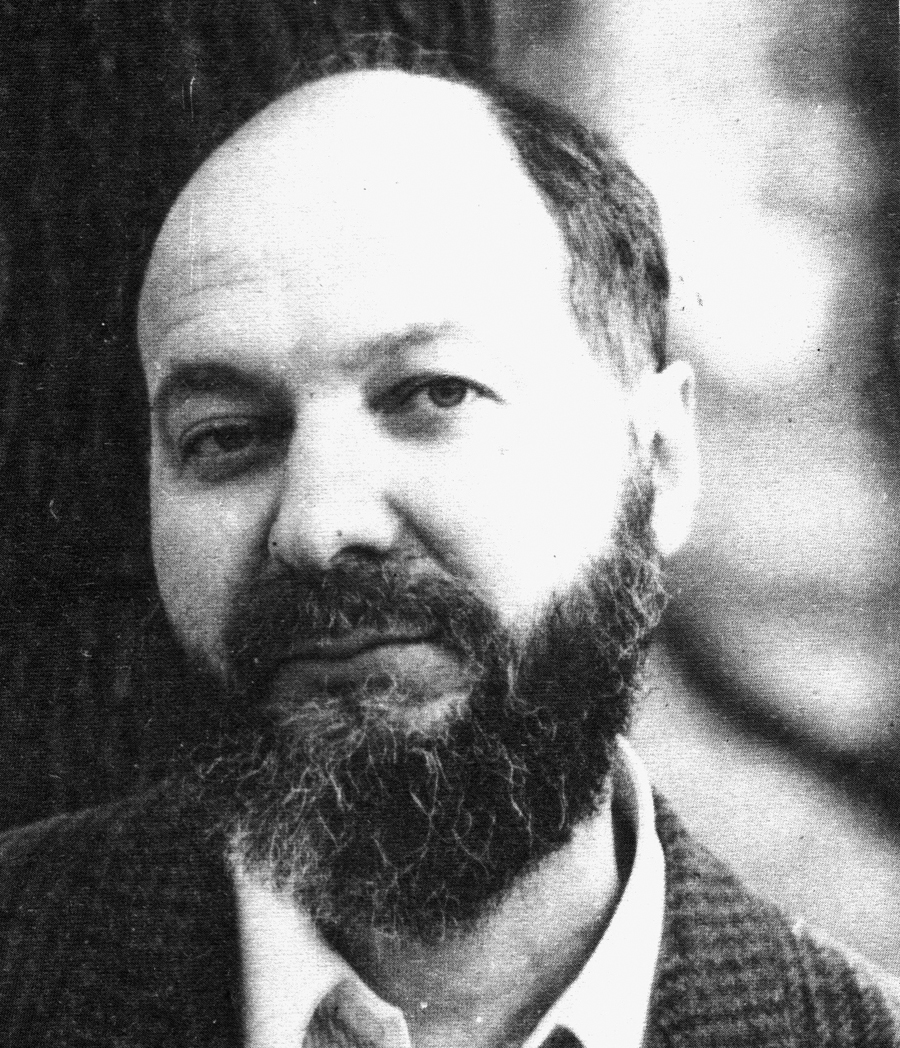
Юрий Малецкий

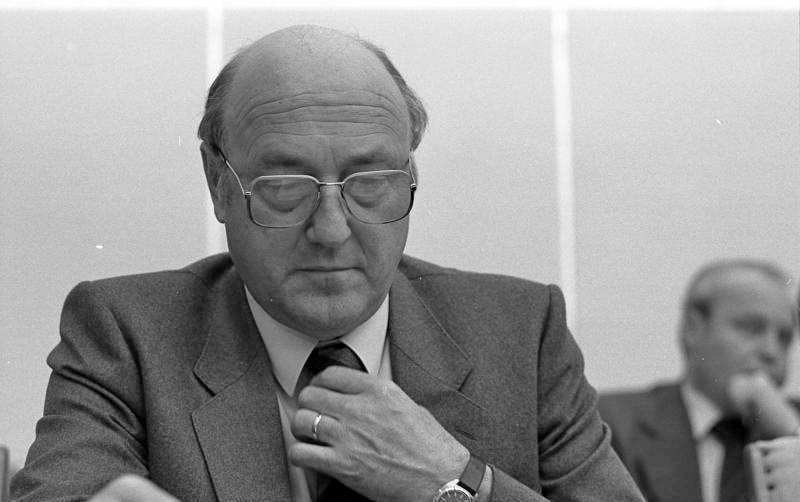
Герберт Эренберг

- Бушардо, Люсьен (56) — нигерский и французский футбольный арбитр[97].
- Гейзер, Матвей Моисеевич (78) — российский литературовед, театровед, писатель, педагог, доктор филологических наук[98].
- Голынец, Сергей Васильевич (78) — советский и российский искусствовед, профессор, академик РАХ (2001), заслуженный работник высшей школы Российской Федерации (2012)[99].
- Гурович, Исаак Яковлевич (90) — советский и российский психиатр, доктор медицинских наук, профессор[100].
- Датэ, Дзиитиро (66) — японский борец вольного и греко-римского стилей, чемпион летних Олимпийских игр в Монреале (1976)[101].
- Деева, Галина Константиновна (79) — художник по костюмам киностудии «Ленфильм»[102].
- Жейр, Арно (82) — французский велогонщик, чемпион и серебряный призёр летних Олимпийских игр в Мельбурне (1956)[103].
- Зинкявичюс, Зигмас (93) — литовский лингвист, профессор Вильнюсского университета, автор трудов в области индоевропеистики (балтистики), балто-славянских языковых отношений, проблем литовско-русского двуязычия[104].
- Канэко, Тота (98) — японский писатель, лауреат Премии Асахи (2015)[105].
- Каргинов, Казбек Георгиевич (77) — советский и российский государственный и хозяйственный деятель, и. о. председателя Правительства Северной Осетии (2000—2002), лауреат Государственной премии СССР[106].
- Котулянка, Агнешка (61) — польская актриса[107][108].
- Круз, Андрей (53) — российский писатель-фантаст[109].
- Малецкий, Юрий Иосифович (66) — русский писатель, эссеист, критик[110].
- Марков, Георгий (46) — болгарский футболист[111].
- Тоблер, Вальдо (87) — американский географ, автор «первого закона географии»[112].
- Узун, Виктор Дмитриевич (62) — российский актёр, режиссёр, руководитель режиссёрского курса Пермского института культуры, заслуженный артист России[113].
- Черняков, Сергей Анатольевич (58) — советский и российский рок-музыкант, барабанщик[114].
- Чон Ги Чжун (52) — южнокорейский государственный деятель, глава направления экономической политики управления государственной политики Южной Кореи[115].
- Эренберг, Герберт (91) — западногерманский государственный деятель, министр труда и общественного порядка ФРГ (1976—1982), член Бундестага (1972—1990)[116].

## 19 февраля
- Барбакова, Клара Георгиевна (83) — советский и российский философ, ректор Тюменского государственного института мировой экономики, управления и права[117].
- Гисберт, Тереза (91) — боливийский архитектор, член Национальной академии наук Боливии[118].
- Десфор, Макс (104) — американский фотограф, лауреат Пулитцеровской премии (1951).
- Дзангарди, Тонино (60) — итальянский режиссёр[119].
- Лебедев, Юрий Альфредович (64) — советский ученый и российский государственный деятель, народный депутат России (1990—1993) [?].
- Литвинов, Сергей Николаевич (60) — советский метатель молота, чемпион летних Олимпийских игр в Сеуле (1988), двукратный чемпион мира (1983 и 1987), экс-рекордсмен мира, заслуженный мастер спорта СССР (1983)[120].
- Наон, Жерар (87) — французский историк[121].
- Ромеро, Флор (84) — колумбийская писательница и журналист[122].
- Тот, Ласло Тахи (74) — венгерский актёр[123].
- Сквайр, Питер (72) — британский военный деятель, начальник штаба ВВС Великобритании, (2000—2003), главный маршал авиации[124]..
- Слихтер, Чарльз Пенс (94) — американский физик, сопервооткрыватель эффекта Хебеля — Слихтера, лауреат премии Комстока (1993), премии Оливера Бакли (1996), Национальной научной медали США (2007)[125].
- Тюкалов, Юрий Сергеевич (87) — советский гребец, двукратный олимпийский чемпион (1952, 1956), шестикратный чемпион Европы, заслуженный мастер спорта СССР (1952)[126].
- Ханумата Рао, Гинду (61) — индийский киноактёр[127].
- Ширали, Виктор Гейдарович (72) — советский и российский поэт[128].

## 18 февраля

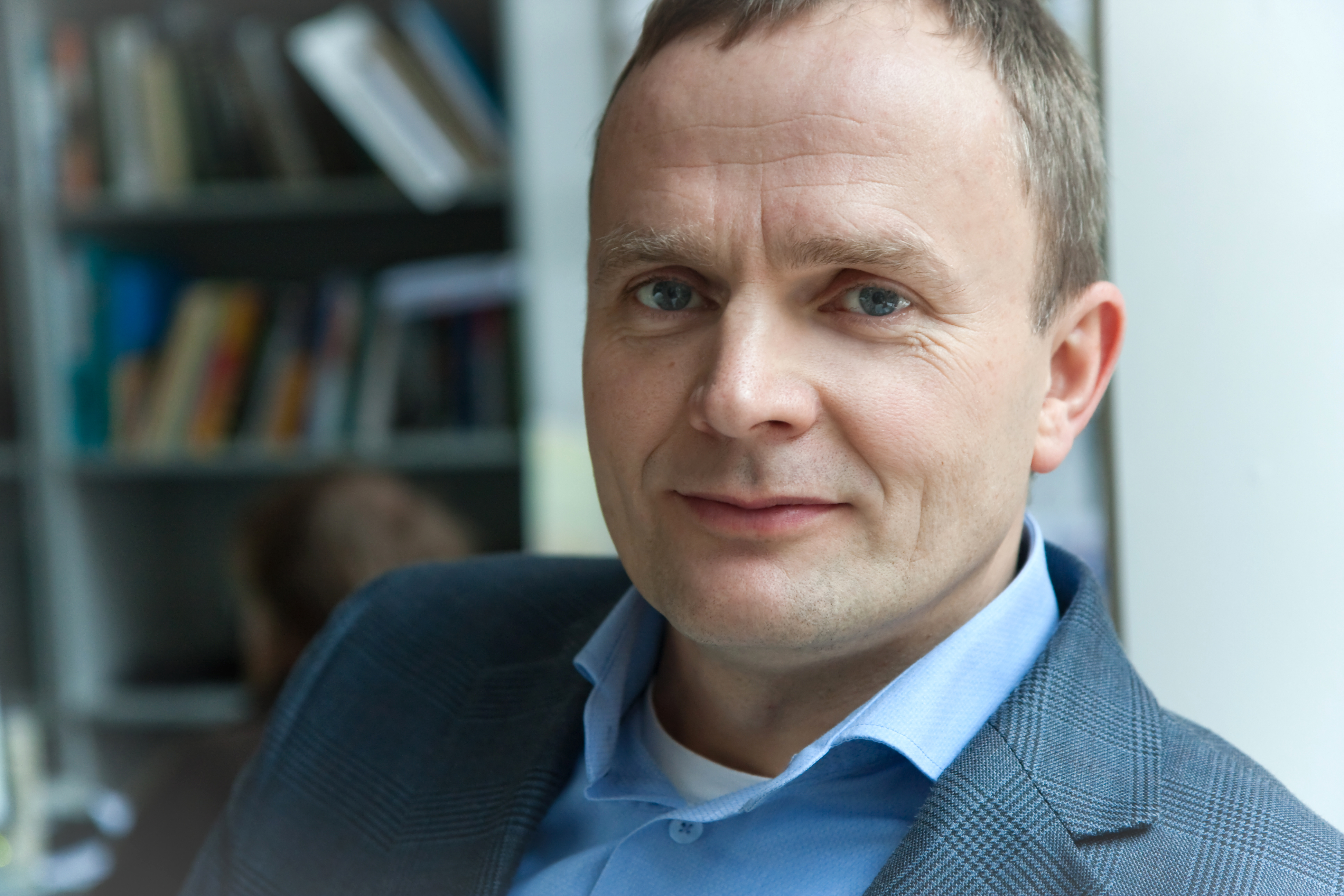
Рейн Ахас

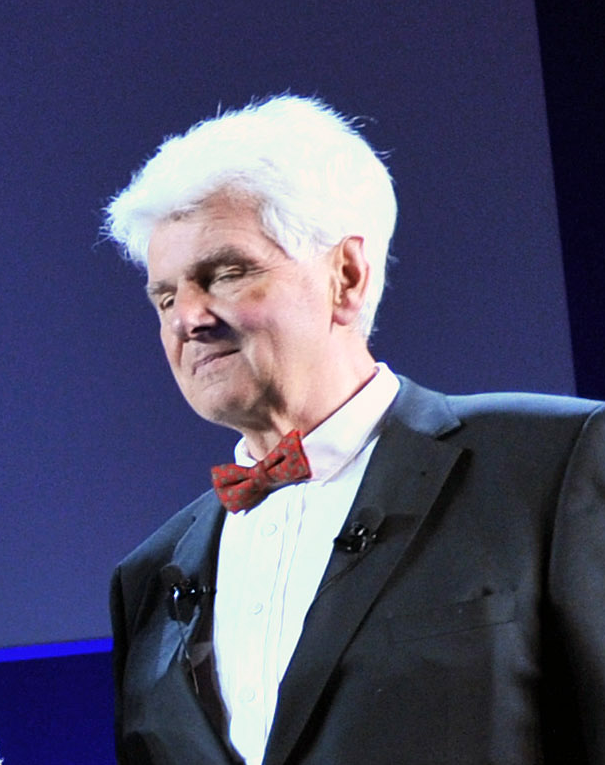
Гюнтер Блобел

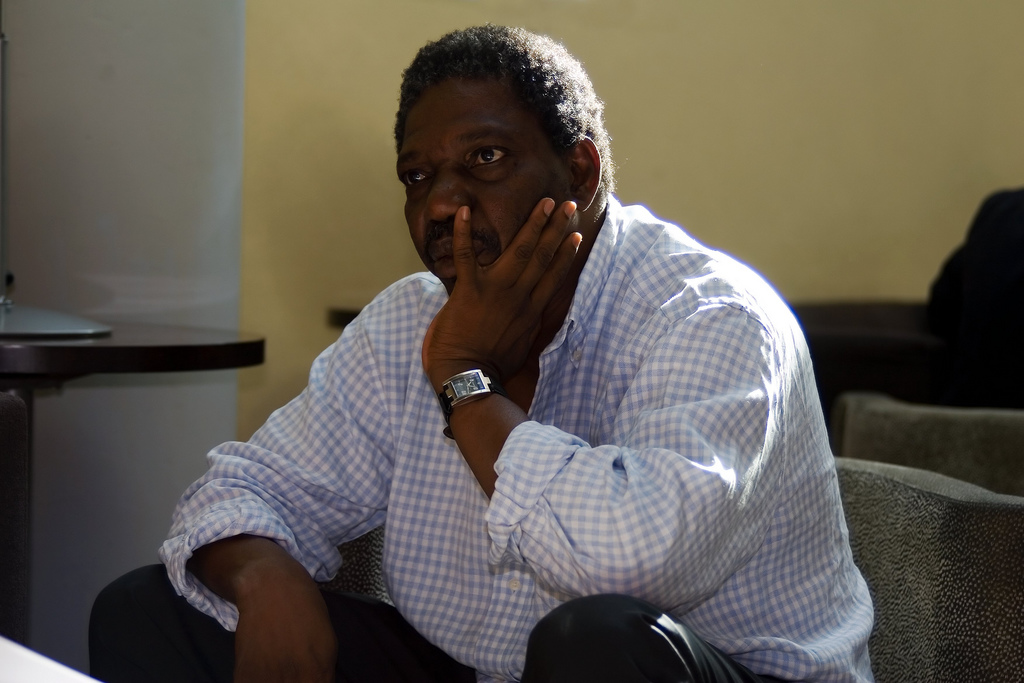
Идрисса Уэдраого

- Алескеров, Аббас Аббас оглы (80) — советский и азербайджанский архитектор, председатель Государственного комитета Азербайджана по архитектуре и градостроительству (2007—2018)[129].
- Ахас, Рейн (51) — эстонский географ, профессор географии Тартуского университета[130].
- Блобел, Гюнтер (81) — американский микробиолог, лауреат Нобелевской премии по физиологии или медицине (1999), иностранный член РАН (2008)[131].
- Девяткина, Алла Леонидовна (93) — советский механизатор, Герой Социалистического Труда (1971)[132].
- Капчук, Николай Семёнович (86) — деятель РПЦ, председатель приходского совета Богоявленского кафедрального собора в Елохове (1969—2015)[133].
- Колев, Милен (79) — болгарский актёр театра и кино[134].
- Муич, Назиф (48) — боснийский киноактёр[135].
- Панов, Павел (67) — болгарский футболист и тренер[136].
- Сорокин, Вячеслав Михайлович (78) — советский и украинский тренер по гребле, заслуженный тренер СССР[137].
- Уэдраого, Идрисса (64) — буркинийский кинорежиссёр, обладатель Гран-при Каннского кинофестиваля (1990)[138].
- Штадлер, Хайнер (75) — немецкий композитор[139].
- Элехальде Горостиса, Хосе Луис (67) — кубинский футболист, бронзовый призёр Панамериканских игр (1991)[140].

## 17 февраля

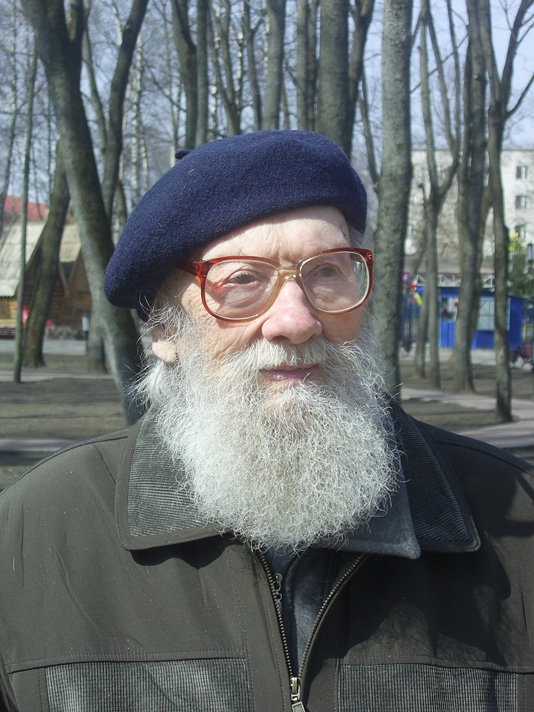
Валентин Динабургский

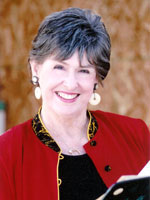
Беатрис Фрейтас

- Арутюнова, Нина Давидовна (94) — советский и российский лингвист, член-корреспондент РАН (1991; член-корреспондент АН СССР с 1990)[141].
- Бен-Изри, Яаков (90) — израильский государственный деятель, министр здравоохранения Израиля (2006—2009)[142].
- Джарвис, Бойд (59) — американский музыкальный продюсер[143].
- Динабургский, Валентин Давыдович (95) — советский и российский поэт, основатель парка-музея А. К. Толстого в Брянске, участник Великой Отечественной войны[144].
- Каюмов, Азизхон Пулатович (92) — советский и узбекский филолог и государственный деятель, действительный член Академии наук Узбекистана (1995)[145].
- Крылов, Василий Николаевич (71) — российский учёный, доктор биологических наук, заслуженный профессор Нижегородского государственного университета им. Н. И. Лобачевского[146].
- Локвуд, Дидье (62) — французский джазовый скрипач[147].
- Масловский, Александр Васильевич (65) — советский и российский художник, заслуженный художник Российской Федерации[148].
- Олдридж, Джим (60) — американский тренер по конному спорту[149]
- Отарбаев, Рахымжан (61) - казахский писатель и драматург[150].
- Пачеко, Мигель (86) — испанский велогонщик, победитель Вуэльты Андалусии (1959)[151].
- Перссон, Педер (79) — шведский футболист, чемпион Швеции (1964, 1966)[152].
- Фрейтас, Беатрис (79) — американская пианистка и органистка[153].
- Шахабуддин, Мохамед (?) — гайанский государственный деятель и юрист, вице-президент Гайаны (1983—1988) судья Международного суда ООН (1988—1997), судья и вице-президент Международного трибунала по бывшей Югославии[154].

## 16 февраля

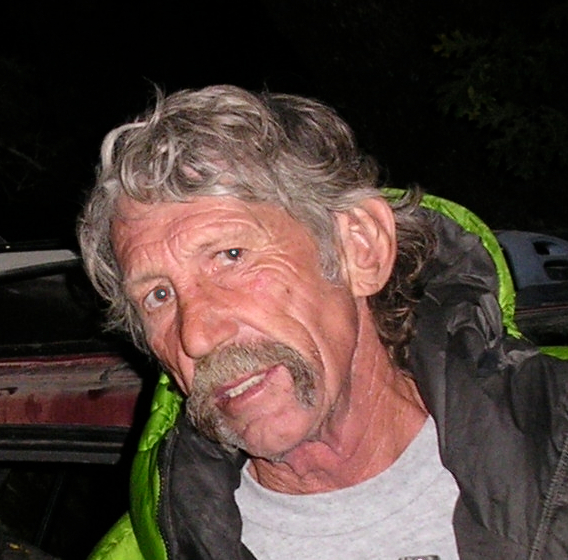
Джим Бридвелл

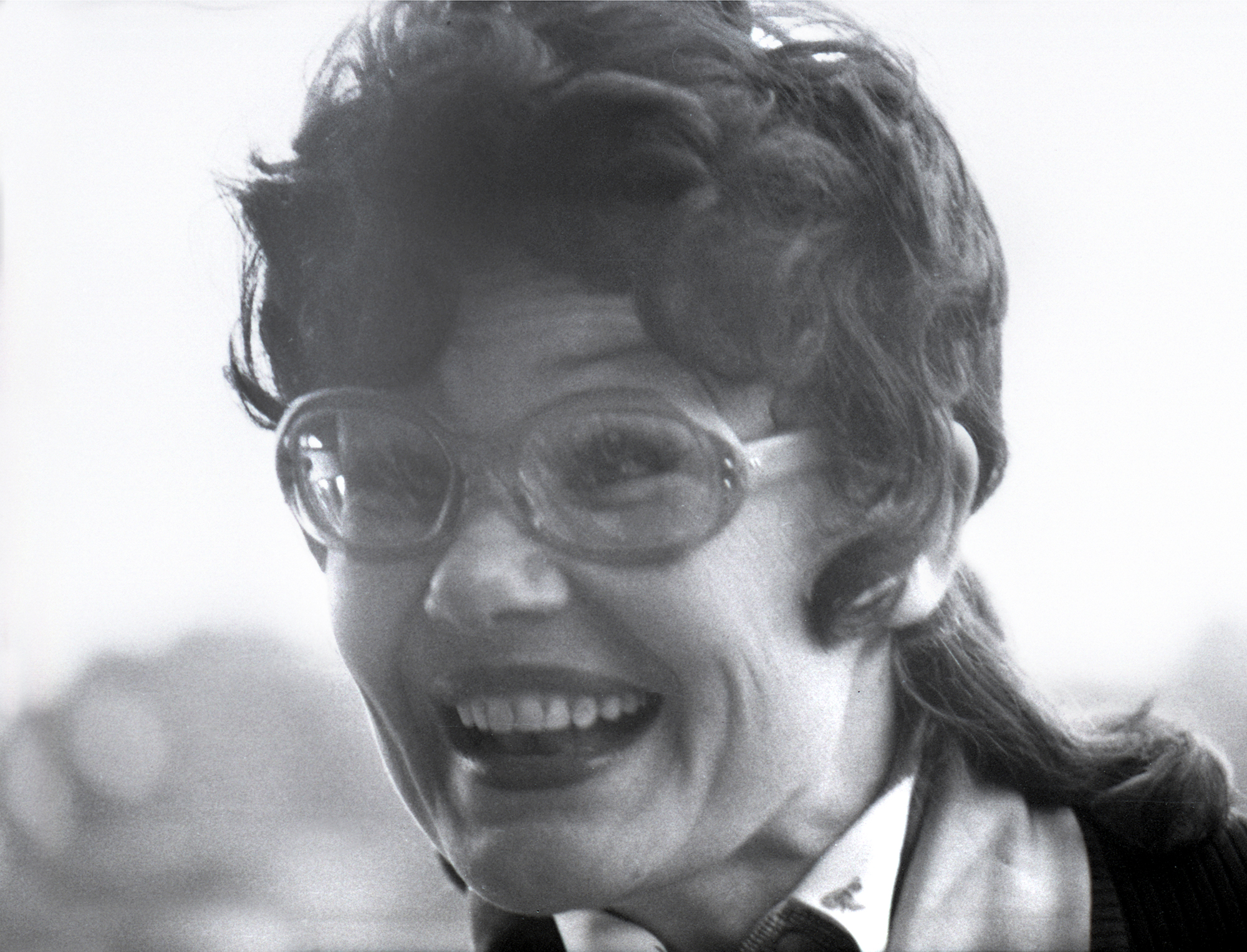
Хели Ляэтс

- Абуэва, Наполеон (88) — филиппинский скульптор, национальный художник Филиппин[155].
- Бридвелл, Джим (73) — американский альпинист[156].
- Гарибов, Шахмар Гариб оглы (66) — советский и азербайджанский актёр театра и кино, театральный режиссёр, теледеятель[157].
- Дэвис, Литл Сэмми (89) — американский певец, автор песен и музыкант[158].
- Ляэтс, Хели (85) — советская и эстонская эстрадная певица, народная артистка Эстонской ССР (1976)[159].
- Родионов, Николай Михайлович (67) — советский и российский тренер по спортивной ходьбе, заслуженный тренер Российской Федерации[160].
- Смит, Грег (51) — канадский хоккеист («Филадельфия Флайерз», «Квебек Нордикс», «Торонто Мейпл Лифс»)[161].
- Суарес, Освальдо (83) — аргентинский стайер, четырёхкратный чемпион Панамериканских игр (1955, 1959, 1963)[162].
- Фокин, Юрий Георгиевич (92) — советский и российский шахматный композитор; мастер спорта СССР (1984)[163].
- Фреймане, Валентина Леопольдовна (95) — советский и латвийский киновед, театровед[164].

## 15 февраля

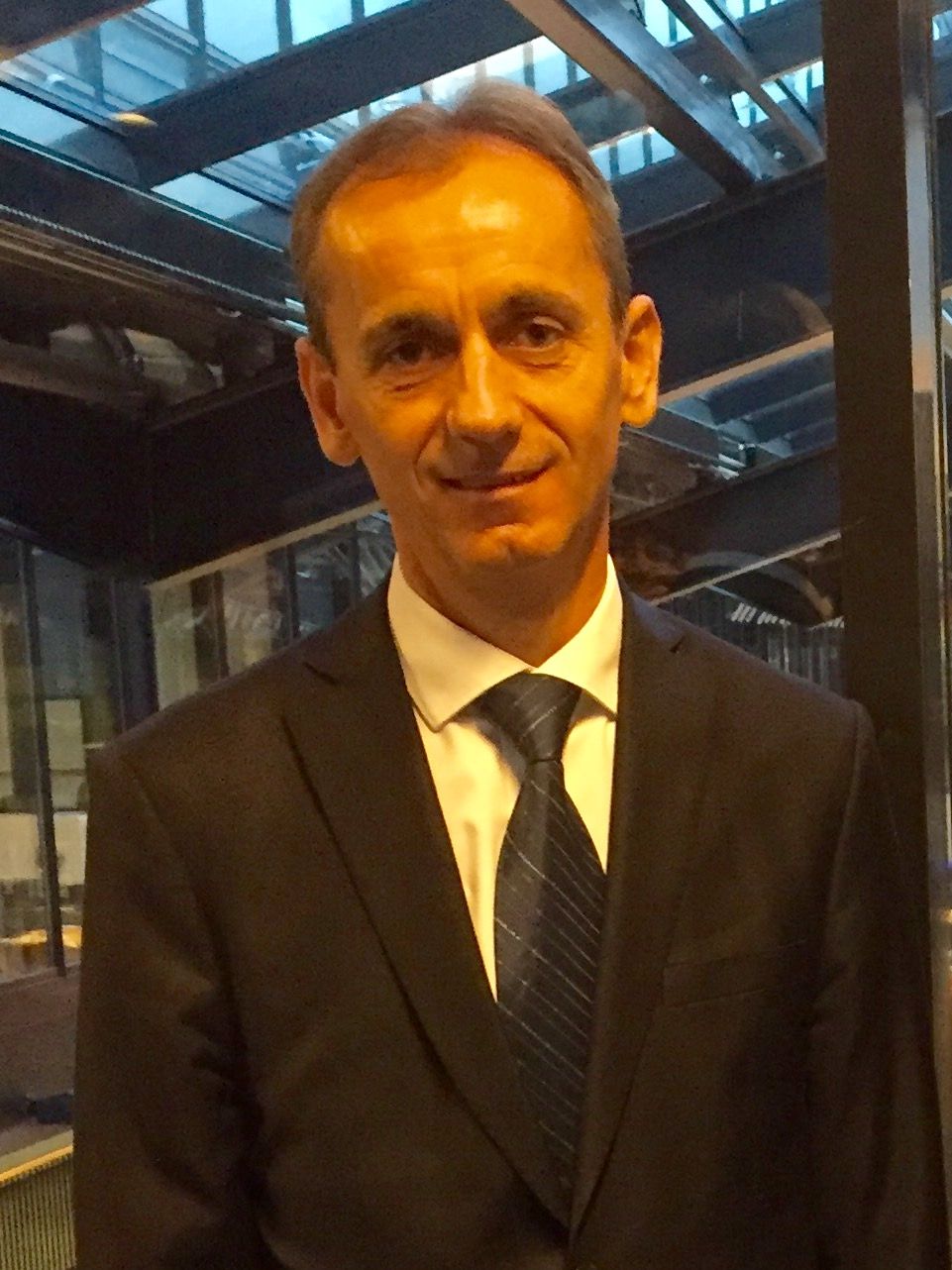
Абдилачим Адеми

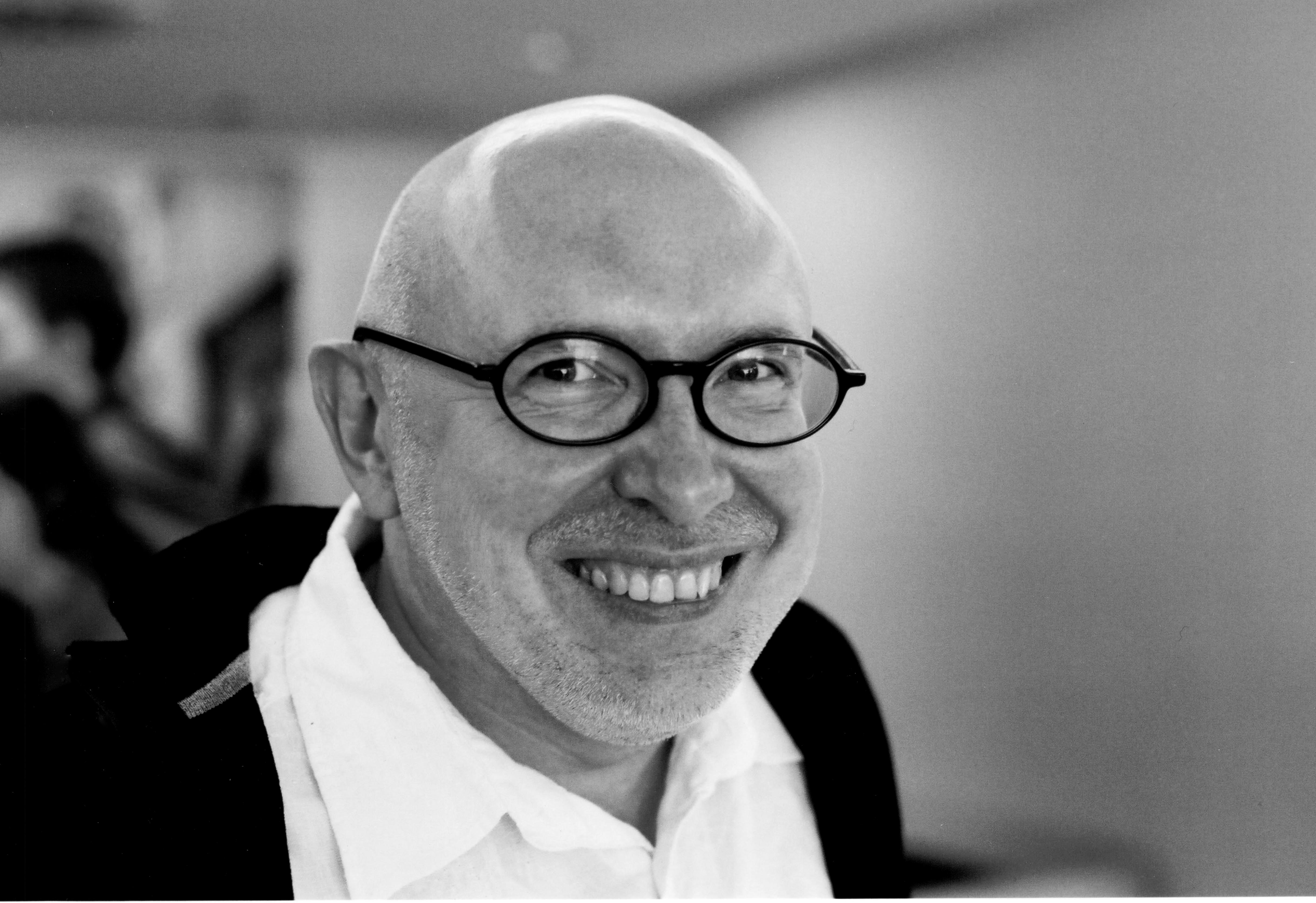
Александр Шаталов

- Адеми, Абдилачим (48) — македонский государственный деятель, министр образования и науки Республики Македонии (2014—2016)[165].
- Ахерн, Лэсси Лу (97) — американская актриса[166].
- Верне, Даниэль (73) — французский журналист, главный редактор «Монд» (1985—1991)[167].
- Доринг, Грасиэла (79) — мексиканская актриса[168].
- Каппони, Пьер Паоло (79) — итальянский актёр[169].
- Кржижек, Милан (91) — чешский композитор[170].
- Мпасу, Самуэль (73) — малавийский политик, спикер Национального собрания (1999—2003)[171].
- Нижникова, Тамара Николаевна (92) — советская и белорусская оперная певица, народная артистка СССР (1964)[172].
- Сахокия, Зураб Александрович (82) — советский, российский и грузинский артист балета и хореограф, руководитель балетной труппы Государственного академического театра оперы и балета имени К. С. Станиславского и В. И. Немировича-Данченко (1987—2014), заслуженный работник культуры Российской Федерации[173].
- Седов, Леонид Александрович (83) — советский и российский историк, социолог, политолог, востоковед[174].
- Шаталов, Александр Николаевич (60) — советский и российский поэт, издатель, критик и телеведущий[175].

## 14 февраля

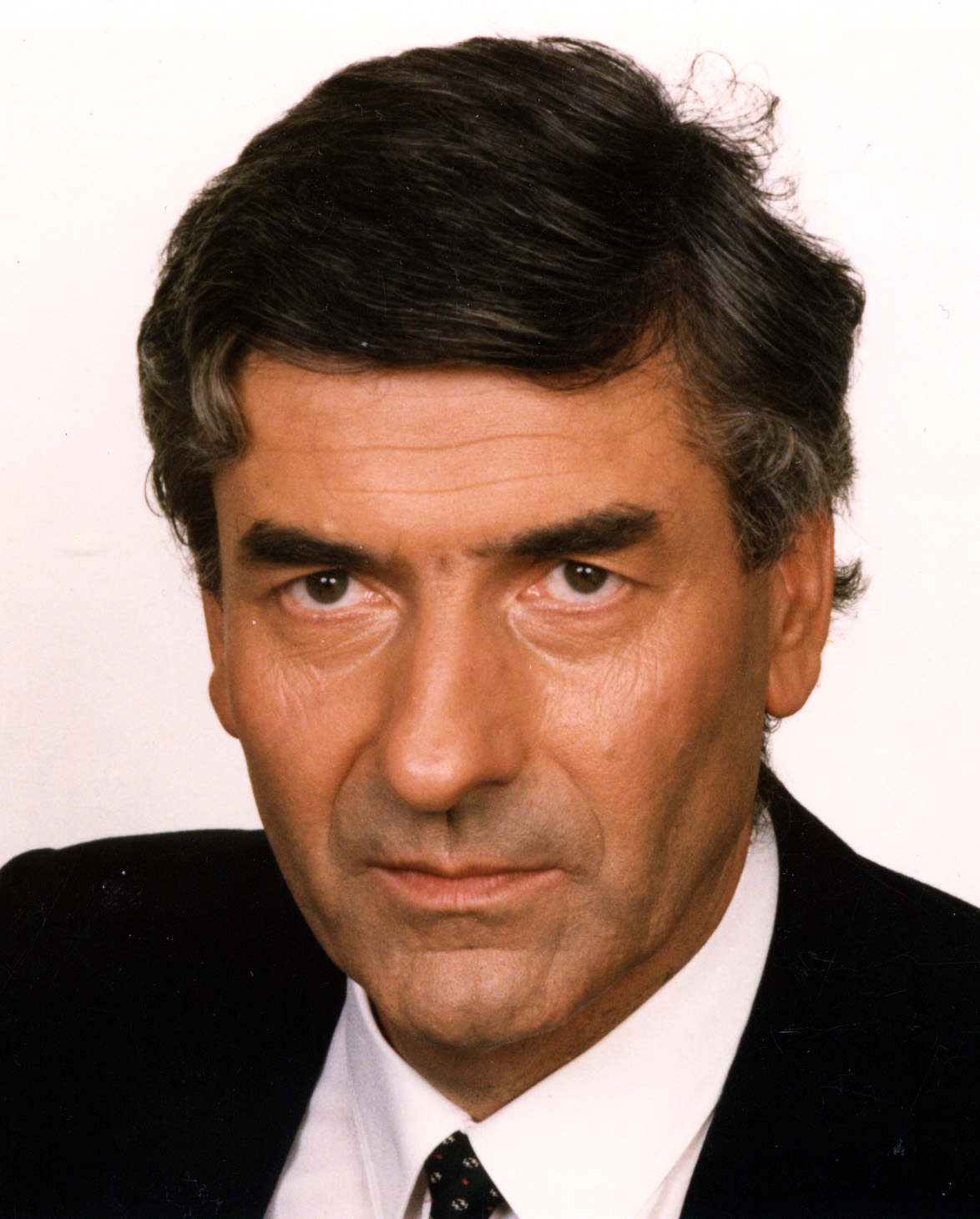
Рууд Любберс

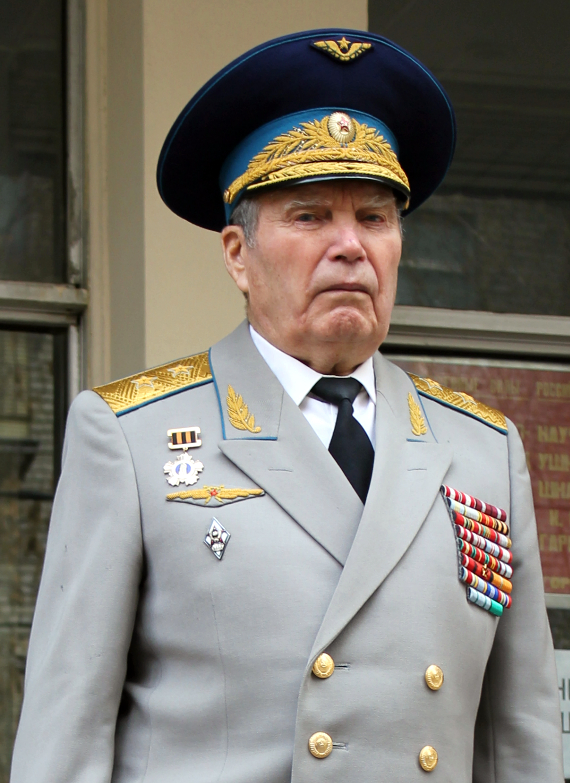
Пётр Сафронов

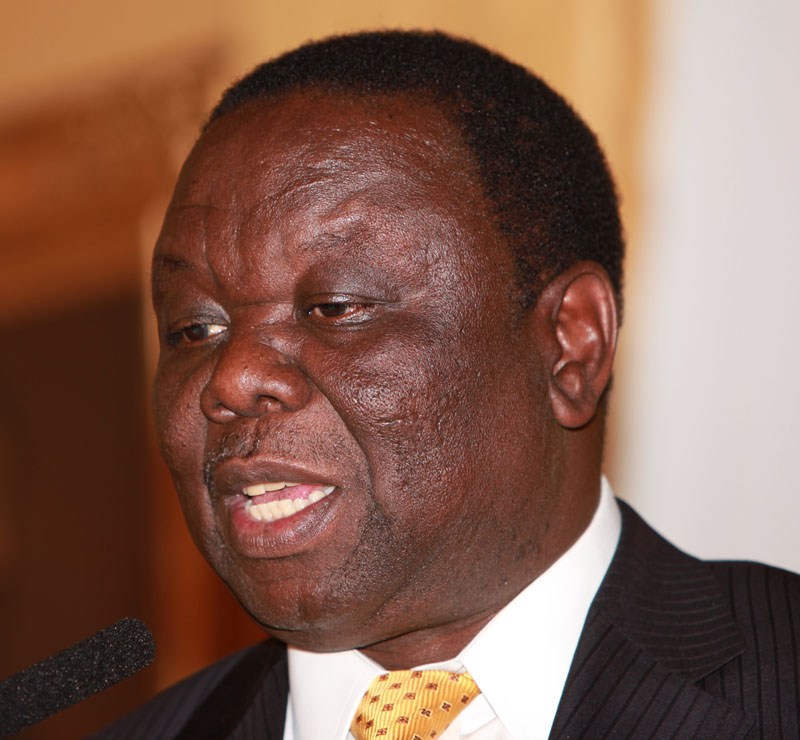
Морган Цвангираи

- Анвари, Абульфаз (80) — иранский борец вольного стиля, бронзовый призёр чемпионатов мира в Толидо (1966) и в Мар-дель-Плате (1969)[176].
- Баяндин, Лев Сергеевич (76) — советский и российский партийный, государственный и общественный деятель, губернатор Ямало-Ненецкого автономного округа (1991—1994)[177].
- Газаров, Камо Александрович (58) — советский и узбекистанский футболист и тренер[178].
- Голубев, Роберт Валентинович (87) — прокурор Челябинской области (1985—1991), заслуженный юрист РСФСР (1980)[179].
- Голубкина, Людмила Владимировна (84) — советский и российский киноредактор, сценарист и педагог, дочь поэта Владимира Луговского[180].
- Даунинг, Джеймс (104) — американский военно-морской офицер, самый старый писатель по Книге рекордов Гиннесса[181].
- Десяткин, Тарас Гаврилович (89) — начальник объединения «Якутзолото» (1972—1991), Герой Социалистического Труда (1976)[182].
- Ильичёва, Марина Юрьевна (58) — российская актриса[183].
- Краузе, Антони (78) — польский кинорежиссёр[184].
- Любберс, Рууд (78) — нидерландский государственный деятель, премьер-министр Нидерландов (1982—1994), верховный комиссар ООН по делам беженцев (2001—2005)[185].
- Междуречки, Петр (83) — болгарский государственный и политический деятель, мэр Софии (1978—1986), посол Болгарии в ФРГ (1974—1978) и ГДР (1986—1990)[186].
- Сафронов, Пётр Павлович (90) — советский военачальник, командующий ВВС Сибирского Военного округа (1979—1980), генерал-лейтенант авиации (1977)[187].
- Хафифташ, Нурай (53) — турецкая певица[188].
- Цвангираи, Морган (65) — зимбабвийский политический и государственный деятель, лидер Движения за демократические перемены, премьер-министр Зимбабве (2009—2013)[189].
- Эльмстедт, Клас (89) — шведский государственный деятель, министр коммуникаций (1981—1982), губернатор Готланда (1984—1991))[190].

## 13 февраля

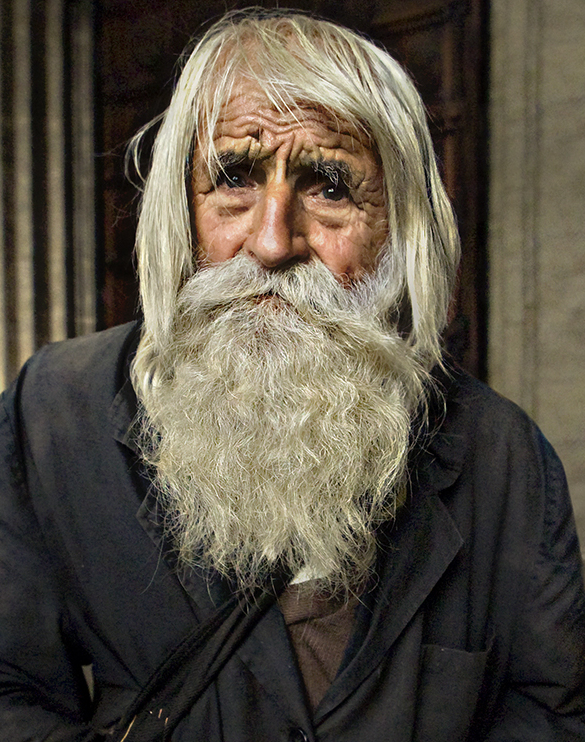
Добре Добрев

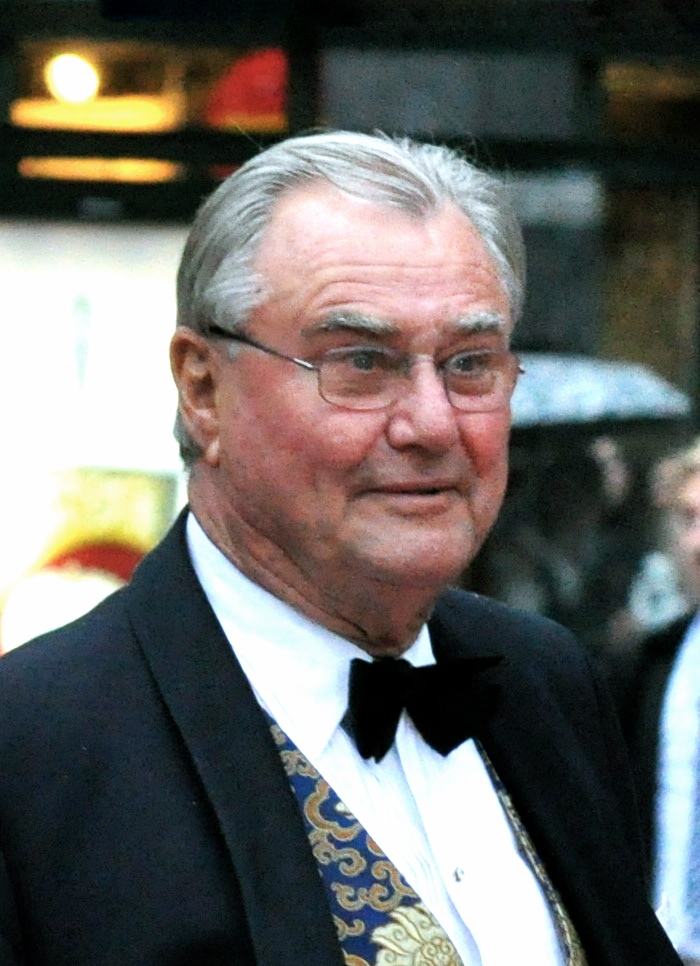
Хенрик Датский

- Абромс, Эдвард (82) — американский монтажёр и режиссёр, номинант на премию «Оскар» за лучший монтаж (1984)[191].
- Боннель, Жозеф (79) — французский футболист и тренер, участник чемпионата мира (1966)[192].
- Бойер, Скотт (70) — певец, гитарист и поэт-песенник[193].
- Везиров, Камиль (?) — азербайджанский гармонист, народный артист Азербайджана[194].
- Добрев, Добре (103) — болгарский филантроп[195].
- Дьяку, Флорин (58) — румынский и канадский математик[196].
- Климов, Виктор Николаевич (94) — полковник советских военно-воздушных сил, участник Великой Отечественной войны, общественный и хозяйственный деятель Советского Союза и Российской Федерации, председатель Липецкого городского совета ветеранов войны, труда, Вооруженных Сил и правоохранительных органов.
- Паркер, Шайлоу (CHYSKILLZ) (48) — американский рэп-продюсер[197].
- Милан, Виктор (63) — американский писатель-фантаст, лауреат премии «Прометей» (1986)[198].
- Минкс, Вильфред (87) — немецкий сценограф и режиссёр[199].
- Почаевец, Виктор Степанович (76) — советский и российский педагог, заслуженный учитель школы РСФСР (1990), лауреат премии Президента Российской Федерации в области образования и науки (2005)[источник не указан 2722 дня].
- Рей, Кармела (86) — мексиканская актриса и певица[200].
- Тейладе, Нини (102) — датская артистка балета и балетный педагог[201].
- Хенрик Датский (83) — датский государственный, военный и общественный деятель, муж королевы Дании Маргрете II[202].

## 12 февраля

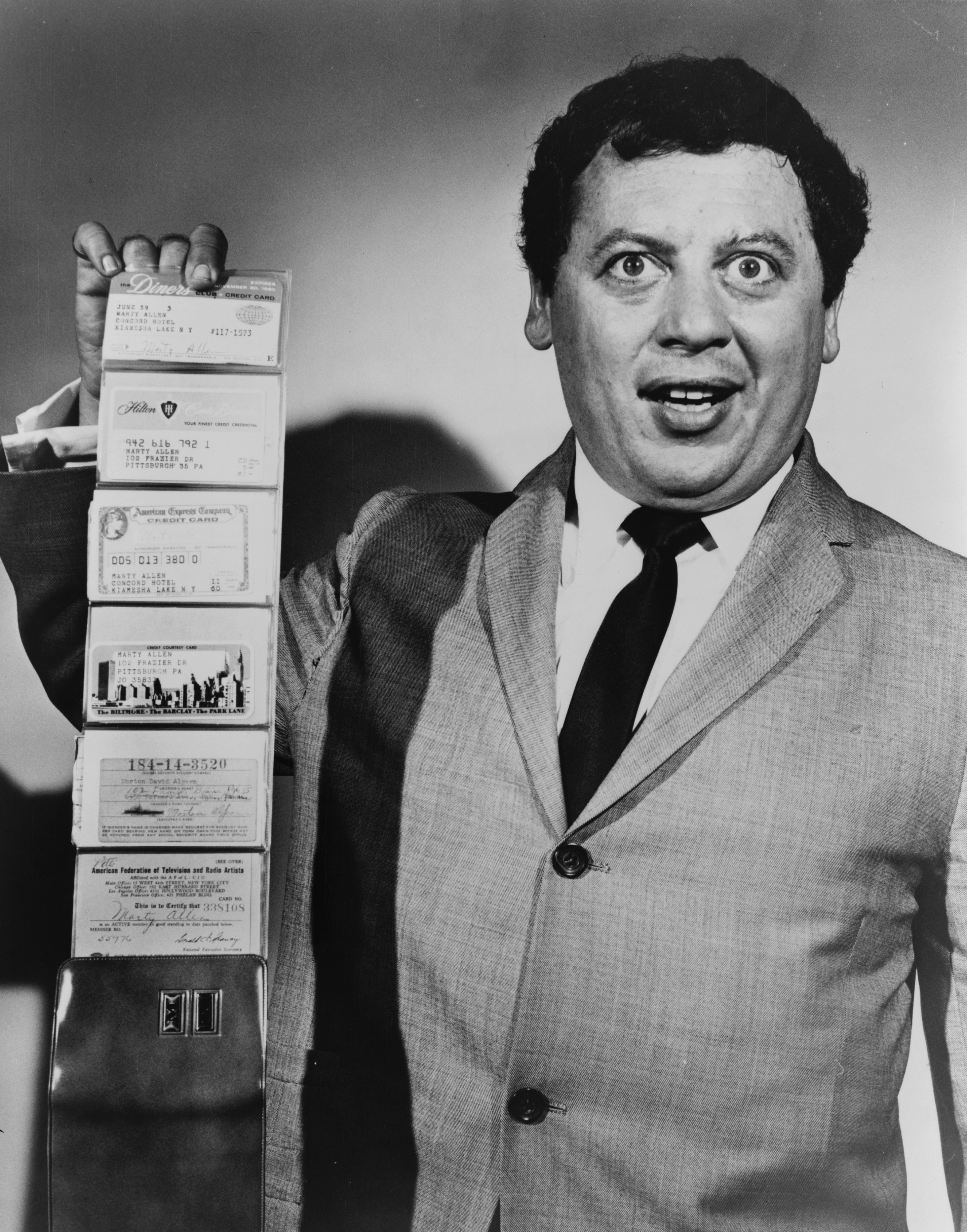
Марти Аллен

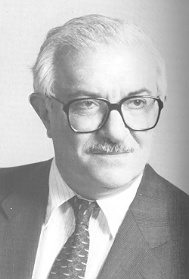
Джузеппе Галассо

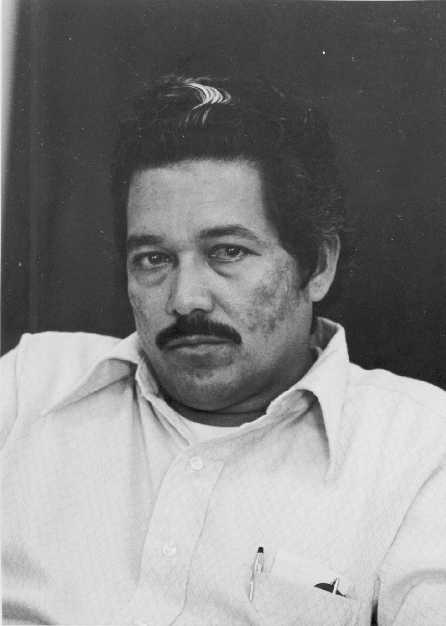
Лео Фолкэм

- Аллен, Марти (95) — американский актёр, участник Второй мировой войны[203].
- ван дер Борг, Мартин (83) — нидерландский велогонщик, бронзовый призёр чемпионата мира по шоссейным велогонкам в Золингене (1954)[204].
- Галассо, Джузеппе (88) — итальянский историк[205].
- Гейс, Джеф (83) — бельгийский художник[206].
- Загайный, Павел Алексеевич (99) — советский военнослужащий, начальник кафедры оперативного искусства Военно-воздушной академии имени Ю. А. Гагарина (1972—1976), генерал-лейтенант авиации в отставке[207].
- Копелиович, Александр Ильич (73) — советский и украинский физик, лауреат Государственной премии Украины[208].
- Крайдер, Билл (76) — американский писатель[209].
- Ксенакис, Франсуаза (87) — французская писательница[210].
- Купер, Кристофер (52) — американский бизнесмен, сооснователь компании Cavity Search Records[211].
- Латэм, Луиз (95) — американская актриса[212][213].
- Ло Хаоцай (83) — китайский политический деятель, председатель Китайской партии стремления к справедливости (1997—2007)
- Людвиг, Джек (95) — американский писатель[214].
- Мансано, Кармен (?) — мексиканская актриса и мастер дубляжа[215][216];.
- Марвин, Урсула (96) — американский планетный геолог, лауреат медали Сью Тейлера Фридмана (2006)[217].
- Мелиш, Ласло (64) — венгерский композитор[218].
- Мзали, Фетия (90) — тунисский государственный деятель, министр по делам семьи и женщин (1983—1986), жена Мохаммеда Мзали[219].
- Ривен, Джералд (89) — американский эндокринолог, исследователь метаболического синдрома[220].
- Синглтари, Дэрил (46) — американский певец[221].
- Соловьёв, Дмитрий Сергеевич (44) — российский актёр, сын Сергея Соловьёва[222].
- Фиглер, Илья Наумович (70) — советский шахматист, двукратный чемпион Молдавии, международный мастер[223].
- Фолкэм, Лео (82) — микронезийский государственный деятель, президент Федеративных Штатов Микронезии (1999—2003)[224].

## 11 февраля

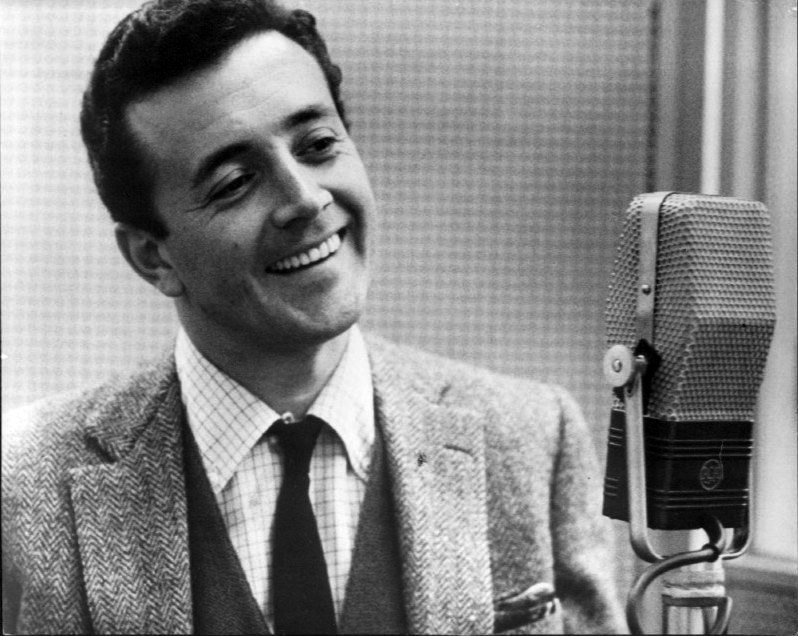
Вик Дамон

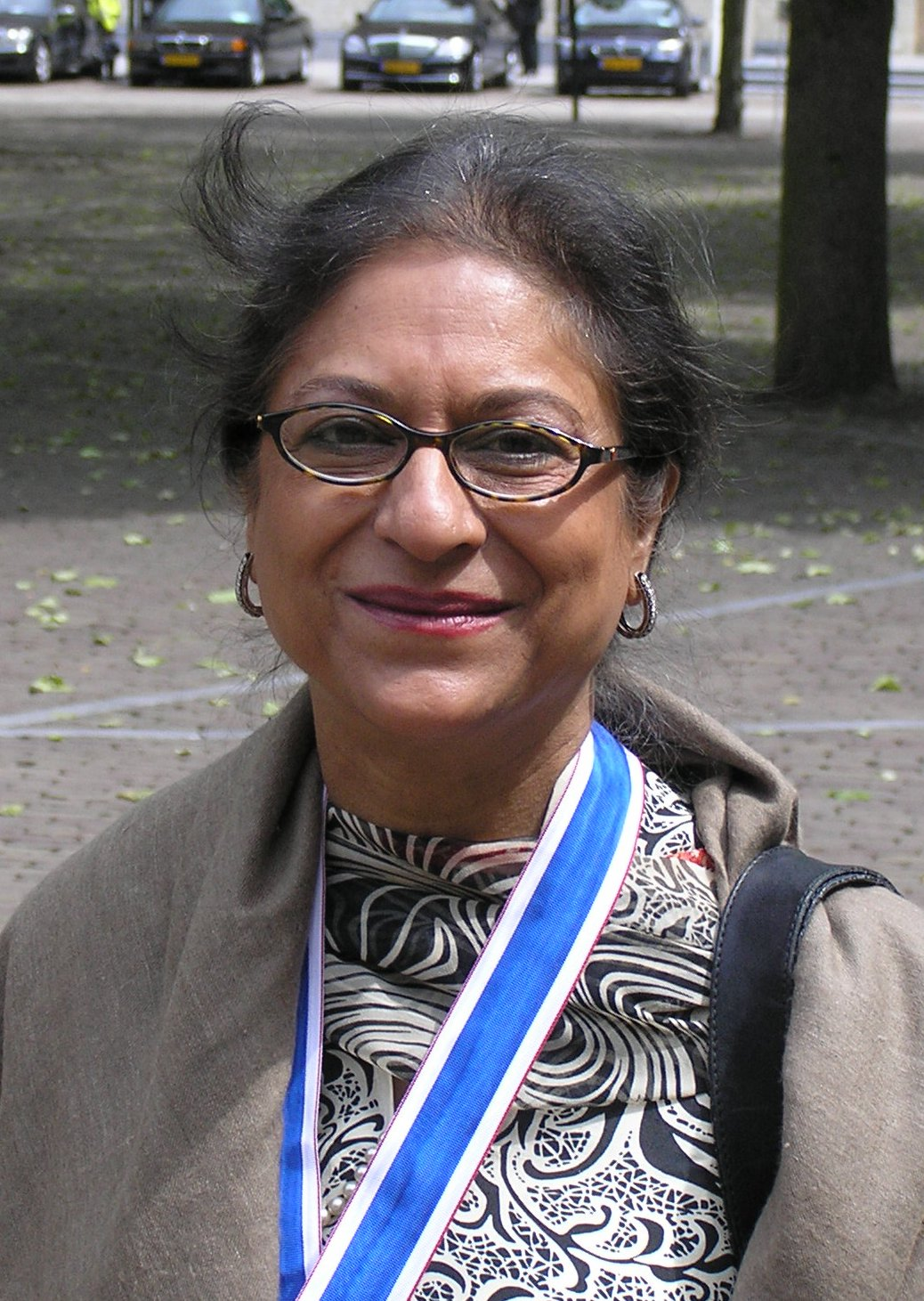
Асма Джахангир

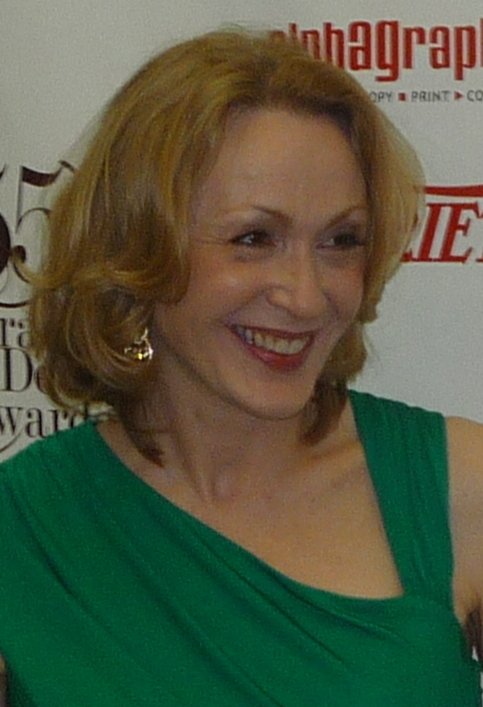
Жан Максвелл

- Акташева, Ирина Алексеевна (86) — болгарский кинорежиссёр русского происхождения, вдова кинорежиссёра Христо Пискова[225].
- Вотерен, Раймон (82) — итальянский лингвист, поэт и драматург[226].
- Дамон, Вик (89) — американский эстрадный певец и киноактёр[227].
- Джахангир, Асма (66) — пакистанская правозащитница[228].
- Максвелл, Джен (61) — американская актриса[229].
- Рапп, Том (70) — американский певец и автор песен[230].
- Саед-Шах, Анна Юдковна (68) — советская и российская поэтесса, автор текстов песен, сценарист, журналистка[231].
- Сунь Шу (84) — китайский геолог, академик Китайской академии наук, директор института геологии[232].
- Шагая, Джон Нанзип (75) — нигерийский государственный деятель, министр внутренних дел Нигерии (1985—1990)[233].

## 10 февраля
- Бангун, Адвент (65) — индонезийский актёр[234].
- Баттерсби, Алан Раштон (92) — британский химик[235].
- Бойко, Вячеслав Андреевич (79) — депутат Государственной думы Федерального собрания второго и третьего созывов[236].
- Милес, Феррелл (ENSAYNE WAYNE) (50) — американский рэпер и продюсер: убит[237].
- Бок, Вальтер (76) — бельгийский велогонщик, победитель велогонки Халле — Ингойгем (1964), победитель велогонки Омлоп ван хет Хаутланд (1968)[238].
- Итимура, Митико (90) — японская писательница[239].
- Кавадзи, Тамио (79) — японский актёр[240].
- Молоканов, Георгий Федосеевич (97) — советский лётчик, генерал-майор авиации в отставке, заслуженный военный штурман СССР[241].
- Осипов, Борис Иванович (79) — советский и российский историк и лингвист, доктор филологических наук, профессор[242].
- Пенья, Уильям (99) — американский архитектор, «пионер» архитектурного программирования, ветеран Второй мировой войны[243].
- Попов, Георгий Иванович (78) — советский и российский художник[244].
- Попович, Мирослав Владимирович (87) — советский и украинский философ, доктор философских наук, академик Национальной академии наук Украины (2003)[245].
- Херинкс, Раймунд (90) — британский оперный певец[246].

## 9 февраля

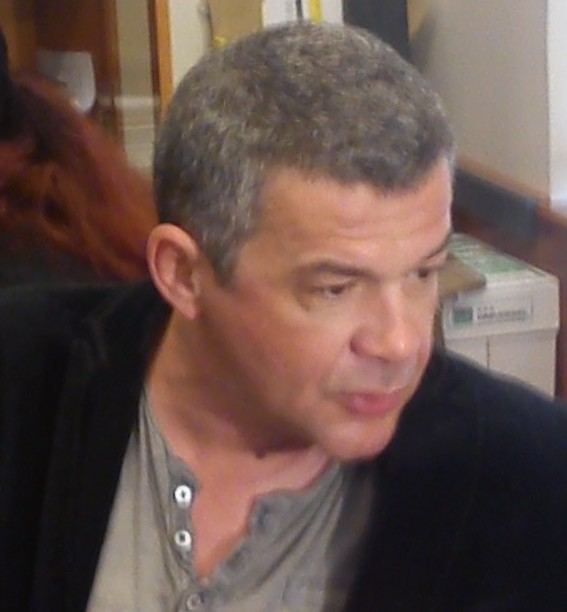
Нейбоша Глоговац

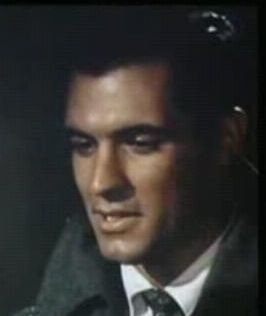
Джон Гэвин

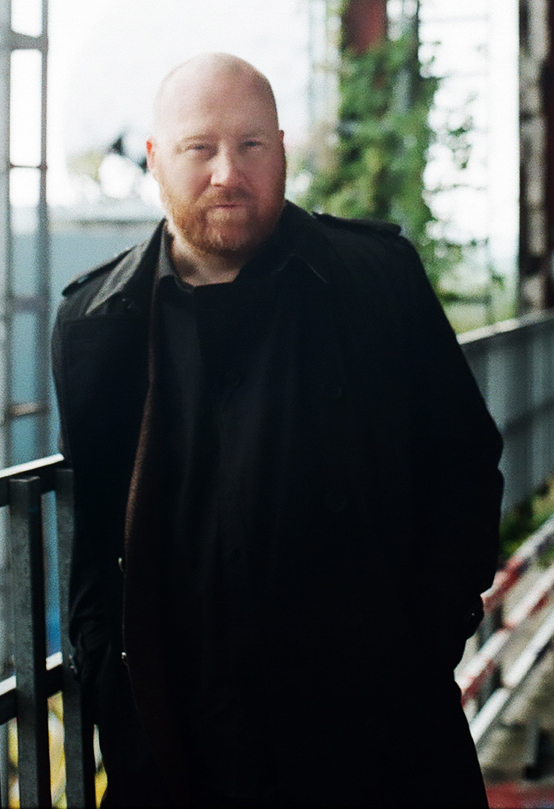
Йохан Йоханнссон

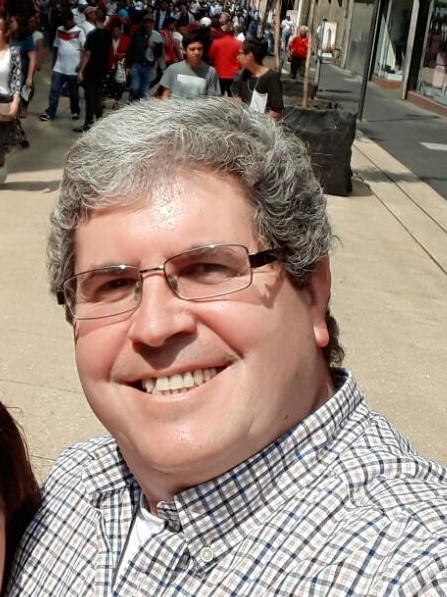
Альфонсо Ликадена

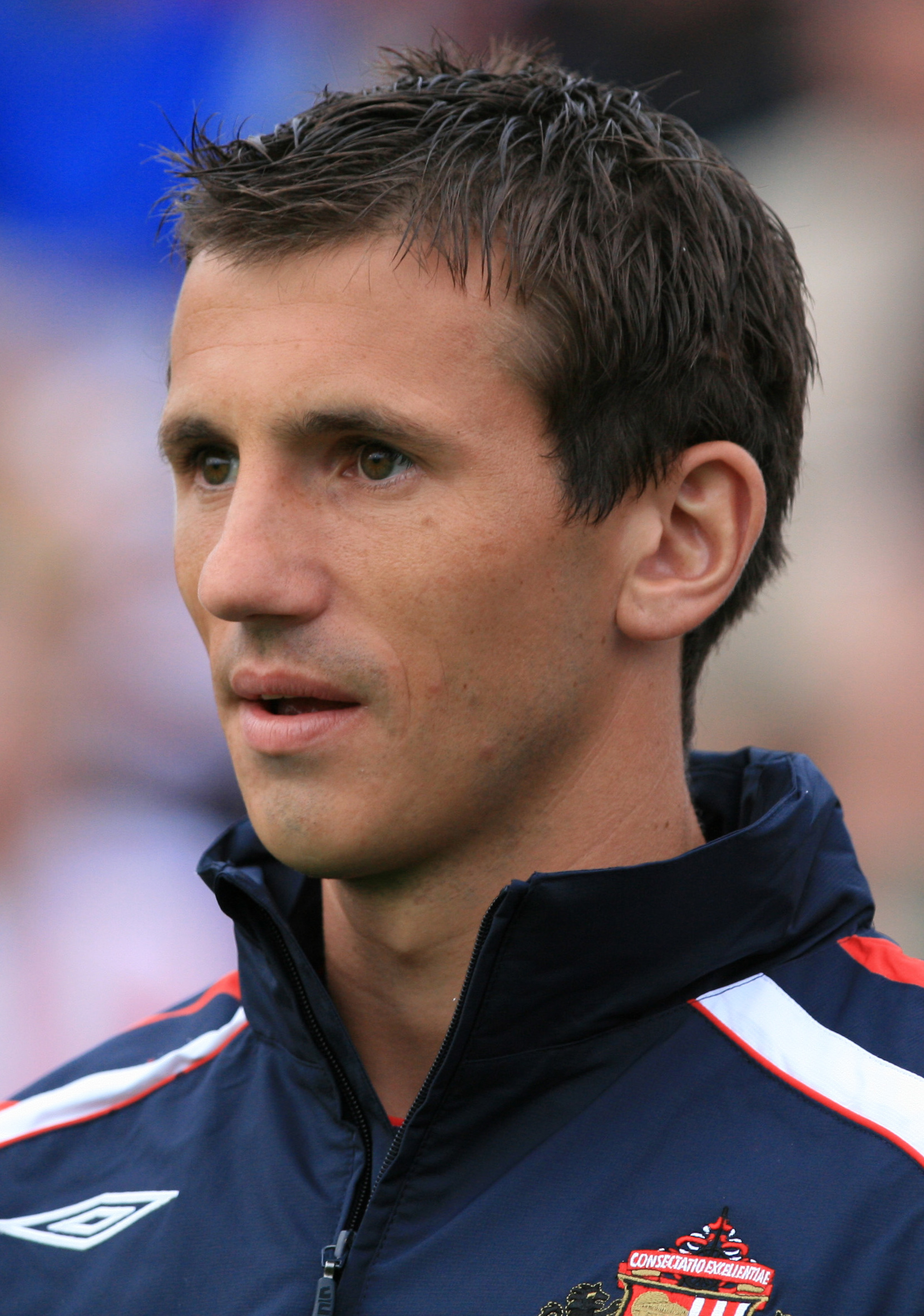
Лиам Миллер

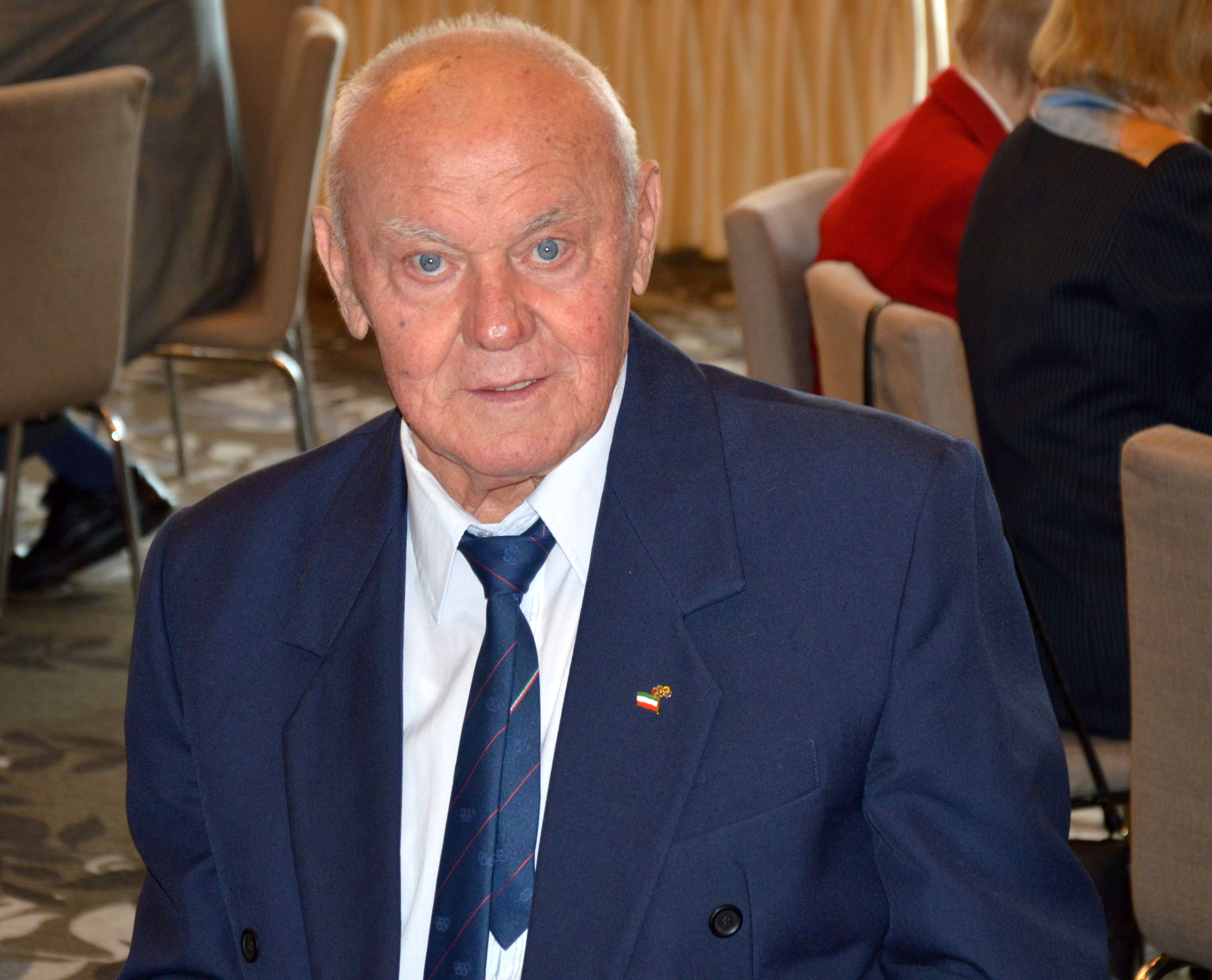
Иштван Хевеши

- Бочек, Пётр Семёнович (92) — участник Великой Отечественной войны, Герой Советского Союза (1945)[247].
- Глоговац, Небойша (48) — сербский актёр[248].
- Голембиевская Татьяна Николаевна (81) — советская и украинская художница, живописец, педагог. Действительный член (академик) Национальной академии искусств Украины (1997). Народный художник УССР (1986)[249].
- Гэвин, Джон (86) — американский актёр и дипломат[250].
- Даан, Серж (77) — нидерландский биолог, лауреат Международной премии по биологии (2006)[251].
- Йохан Йоханнссон (48) — исландский композитор и музыкальный продюсер, двукратный номинант на премию «Оскар» (2015, 2016)[252].
- Кальницкий, Борис Дмитриевич (81) — советский и российский зоотехник, академик РАСХН (1995—2013), академик РАН (с 2013), заслуженный деятель науки Российской Федерации (1997)[253].
- Коваль, Николай Петрович (71) — советский и украинский оперный певец (баритон), солист Харьковского государственного академического театра оперы и балета имени Н. В. Лысенко (с 1974), народный артист Украины[254].
- Крейнин, Мордехай (88) — американский экономист, соразработчик индекса Finger-Kreinin для измерения сходства экспорта между странами, президент Международной торговой и финансовой ассоциации[255].
- Кура, Бернар (94) — французский художник[256].
- Кэти, Рег Э. (59) — американский актёр[257].
- Кюльоли, Антуан (93) — французский лингвист[258].
- Лакадена, Альфонсо (53) — испанский исследователь цивилизации майя[259].
- Лобнева, Ирина Викторовна (92) — советская гребчиха академического стиля, чемпионка Европы (1954)[260].
- Макгрегор, Крейг (68) — британский музыкант, басист группы Foghat[261].
- Миллер, Лиам (36) — британский и ирландский футболист[262].
- Недзведзкий, Хенрик (84) — польский боксёр легчайшей и полулёгкой весовых категорий, бронзовый призёр летних Олимпийских игр в Мельбурне (1956)[263].
- Россетти, Бруно Марио (57) — итальянский спортсмен, бронзовый призёр летних Олимпийских игр в Барселоне (1992)[264].
- Тирская, Любовь Васильевна (79) — советская и российская театральная актриса, артистка Димитровградского драматического театра, заслуженная артистка Российской Федерации (1997)[265].
- Трисман, Энн (82) — британский психолог[266].
- Уитфилд, Уэсла (70) — американская джазовая певица, жена джазового пианиста Майка Гринсилла[267].
- Хевеши, Иштван (86) — венгерский ватерполист, чемпион летних Олимпийских игр в Мельбурне (1956)[268].

## 8 февраля

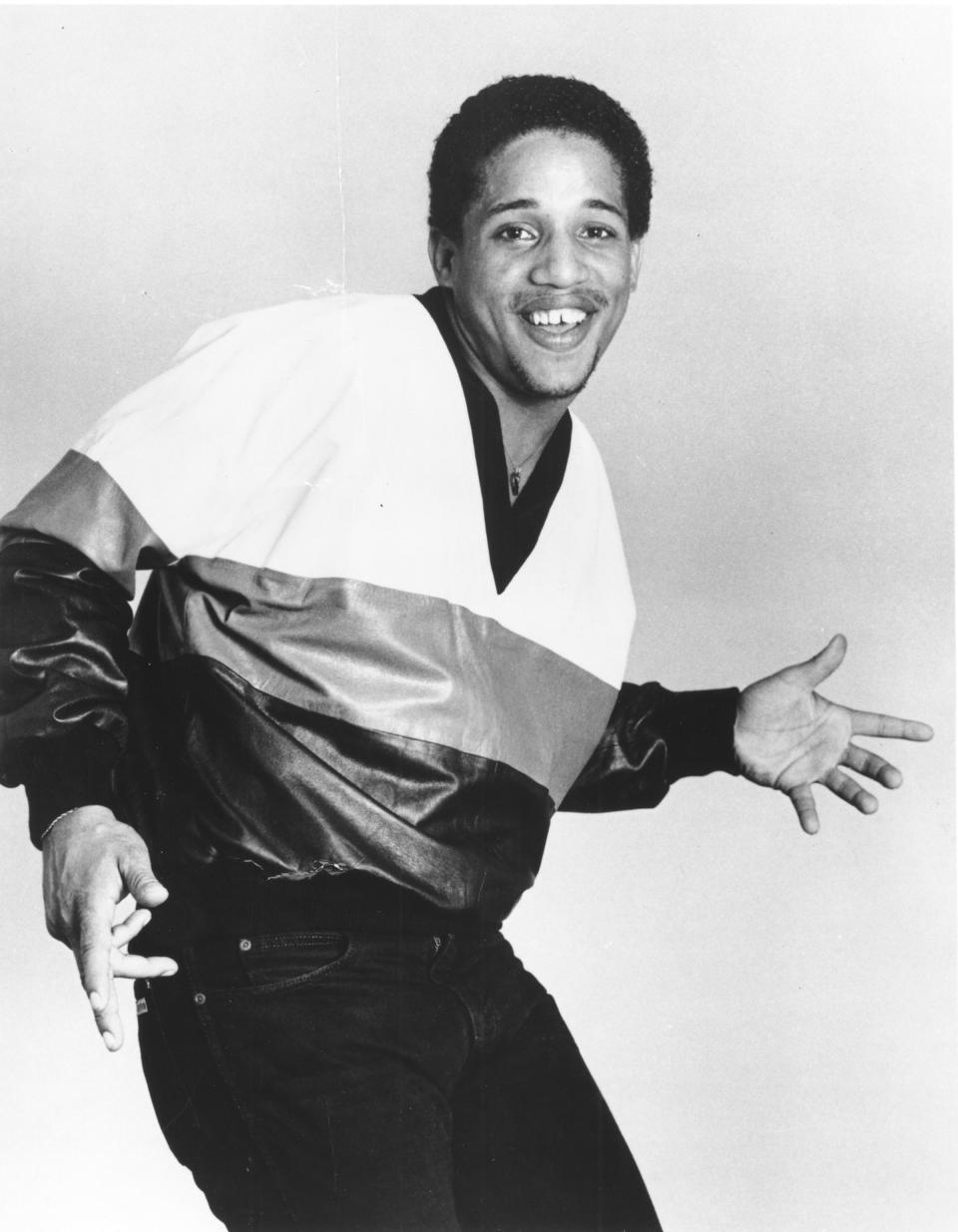
Кевин Смит

- Агакишиева, Зарнигяр Фэти кызы (72) — советская и азербайджанская актриса, народная артистка Азербайджана (2000)[269].
- Баннистер, Джаррод (33) — австралийский легкоатлет, специалист по метанию копья.
- Бузилевич, Александр Викторович (76) — советский и украинский кинооператор[270].
- Грубер, Мари (62) — германская актриса[271].
- Данблон, Поль (86) — бельгийский композитор, оперный режиссёр и журналист[272],
- Маккей, Сесил (89) — американский деятель образования, президент Университета штата Мичиган (1979—1985)[273].
- Роблес Пикер, Карлос (92) — испанский государственный деятель, министр образования и науки (1975—1976), депутат Европейского парламента (1986—1999)[274].
- Сидорова, Лидия Дмитриевна (91) — советский и российский терапевт, академик РАМН (1993—2013), академик РАН (с 2013), заслуженный деятель науки Российской Федерации (2001)[275][276].
- Смит, Кевин (57) — американский рэпер, основатель стиля хип-хоп[277].
- Хинтон, Алджия Мэй (88) — американская певица и гитарист[278].

## 7 февраля

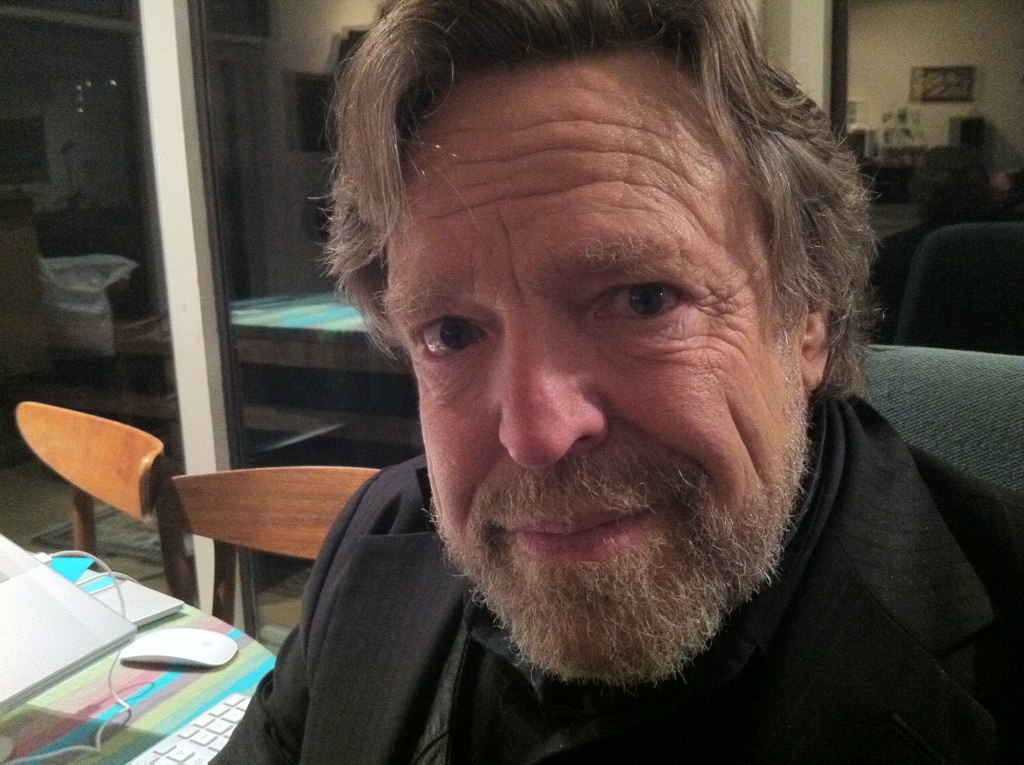
Джон Барлоу

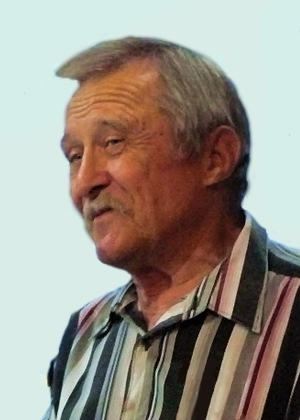
Геннадий Гарбук

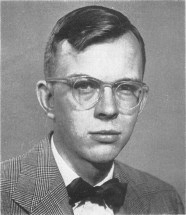
Ньютон Мортон

- Абдиев, Султан Назарович (66) — российский театральный деятель, главный режиссёр Мурманского областного драматического театра (1997—2017), педагог, заслуженный деятель искусств России (2007)[279].
- Агапова, Тамара Степановна (78) — советская и российская актриса Красноярского театра музыкальной комедии (1973—2012), народная артистка Российской Федерации (2004)[280].
- Ахиат, Брахим (77) — марокканский писатель[281].
- Барлоу, Джон Перри (70) — американский поэт и эссеист, один из основоположников всемирной сети Интернет и основатель некоммерческого Фонда электронных рубежей (EFF)[282].
- Бузылёв, Дмитрий Михайлович (61) — советский и российский актёр театра и кино, сценарист, поэт, композитор, и исполнитель, заслуженный артист России (1997)[283].
- Гарбук, Геннадий Михайлович (83) — советский и белорусский артист театра и кино, народный артист Белорусской ССР (1980), лауреат Государственной премии СССР (1984)[284] Архивная копия от 8 февраля 2018 на Wayback Machine.
- Джонс, Микки (77) — американский музыкант и актёр[285].
- Керженцев, Анатолий Семёнович (81) — советский и российский эколог, профессор, главный научный сотрудник ИФПБ РАН[286].
- Кречмар, Вальтрауд (70) — восточногерманская гандболисткa, серебряный призёр летних Олимпийских игр в Монреале (1976), бронзовый призёр летних Олимпийских игр в Москве (1980)[287].
- Кук, Нельсон (98) — австралийский виолончелист[288].
- Мессик, Джил (50) — американский продюсер; самоубийство[289].
- Мортон, Ньютон (88) — американский генетик, один из основателей генетической эпидемиологии[290].
- Постоянов, Валерий Иванович (76) — советский и российский спортсмен и тренер по пулевой стрельбе из винтовки, заслуженный мастер спорта СССР (1970)[291].
- Руднев, Василий Филиппович (89) — советский и российский художник, профессор, народный художник Российской Федерации (2009)[292].
- Торпи, Пэт (64) — один из основателей рок-группы Mr. Big[293].

## 6 февраля
- Алеман, Федора (105) — венесуэльская певица[294].
- Аполлонов, Иван Григорьевич (87) — советский и украинский художник мастер по художественному стеклу, народный художник Украины (2011)[295].
- Бодок, Лилиана (59) — аргентинская писательница[296].
- Зашев, Димитр (69) — болгарский философ и поэт[297].
- Михайлов, Александр Васильевич (63) — российский композитор, педагог, заслуженный артист России (2007)[298].
- Спинелли, Брунелло (78) — итальянский ватерполист, чемпион летних Олимпийских игр в Риме 1960[299].
- Уайт, Майкл (58) — британский писатель и музыкант[300].
- Уэст, Джон Энтони (85) — британский писатель-фантаст и египтолог[301].

## 5 февраля

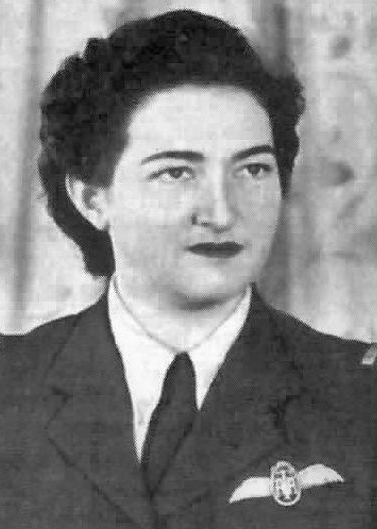
Маргоь Дуальде

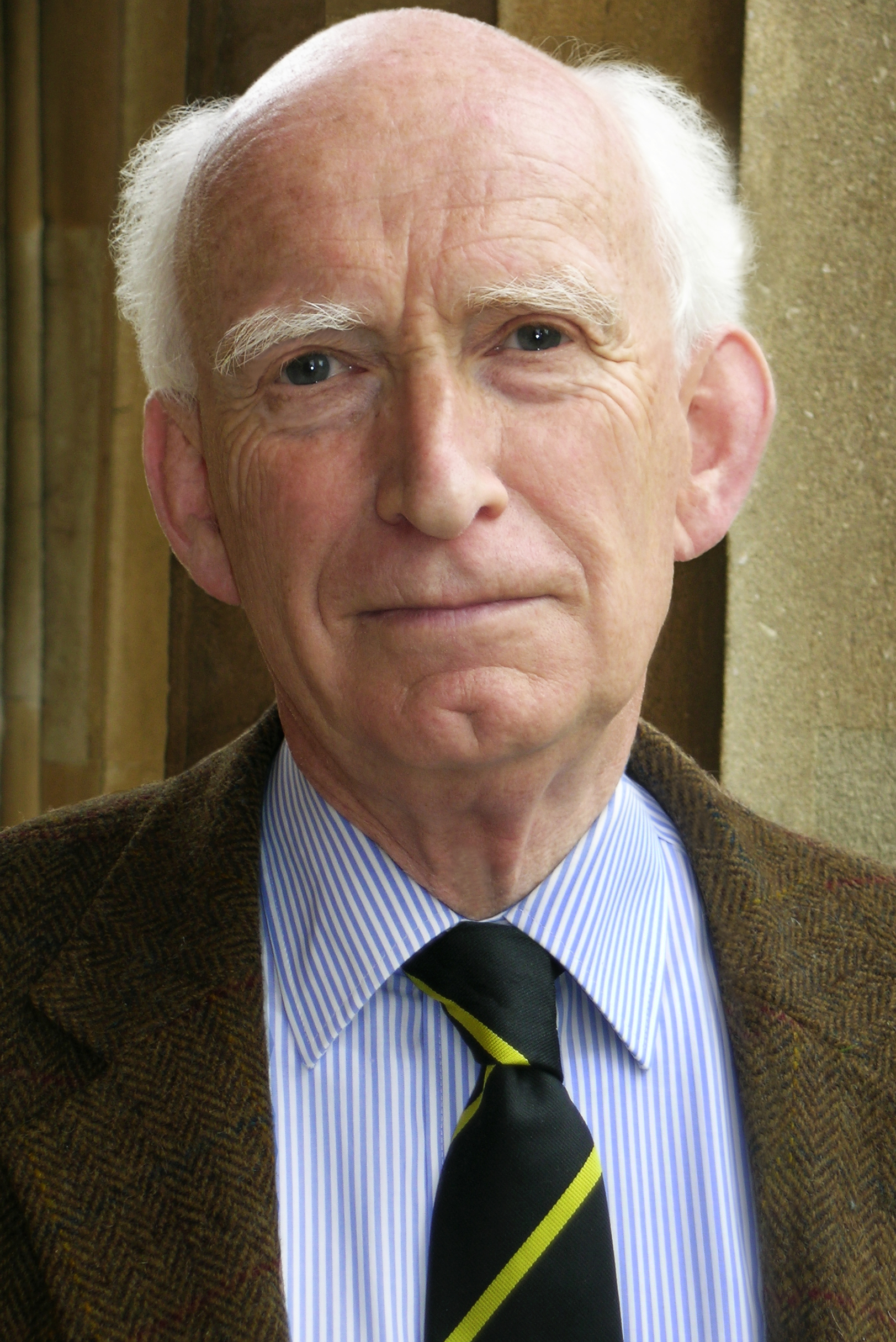
Дональд Линделл-Белл

Матье Рибуле

- Гаттеи, Ивана (87) — итальянская балерина[302].
- Горский, Сергей Александрович (93) — советский и российский писатель, участник Великой Отечественной войны[303].
- Гущин, Иван Витальевич (83) — советский и белорусский учёный, педагог, доктор юридических наук (1988), профессор (1990)[304].
- Гроссман, Давид (71) — американский раввин и преподаватель[305].
- Де Мен Цянь (72) — тайваньский актёр[306].
- Дуальде, Маргот (97) — первая чилийская женщина — военный лётчик, участник Второй мировой войны[307].
- Канаев, Леонид Михайлович (70) — ректор Рязанского филиала Московского психолого-социального университета, депутат Государственной думы II созыва от КПРФ[308].
- Качани, Ладислав (86) — чехословацкий футболист и тренер, участник чемпионата мира (1954), старший тренер сборной Чехословакии (1971—1972)[309].
- Кодзаи, Ёсихидэ (89) — японский астроном, сооткрыватель резонанса Лидова — Козаи, лауреат Императорской премия Японской академии наук (1979), президент Международного астрономического союза (1988—1991)[310].
- Кувшинов, Геннадий Евграфович (80) — советский и российский электротехник, доктор технических наук, профессор, заслуженный энергетик Российской Федерации, заслуженный профессор Дальневосточного государственного технического университета[311].
- Линден-Белл, Дональд (82) — британский астрофизик[312].
- Малюков, Анатолий Иванович (79) — советский и российский военачальник, начальник Главного штаба ВВС (1990—1999), генерал-полковник авиации (1991).
- Морроу, Боб (71) — канадский политик, мэр Гамильтона (Онтарио) (1982—2000)[313].
- Нур, Хейно (95) — советский и эстонский медик, основатель эстонской токсикологии[314].
- Поповских, Павел Яковлевич (72) — российский военный разведчик, полковник, начальник разведки воздушно-десантных войск[315].
- Рибуле, Матье (57) — французский писатель, лауреат премии «Декабрь» (2012)[316].
- Рот, Зено (61) — немецкий гитарист и автор песен[317].
- Терабуст, Элизабетта (71) — итальянская балерина[318].

## 4 февраля

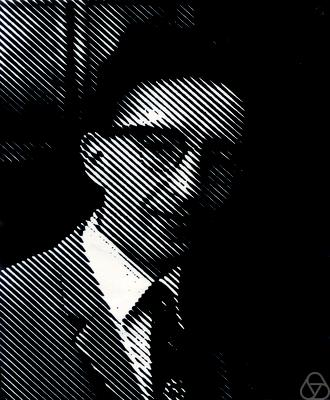
Алан Бейкер

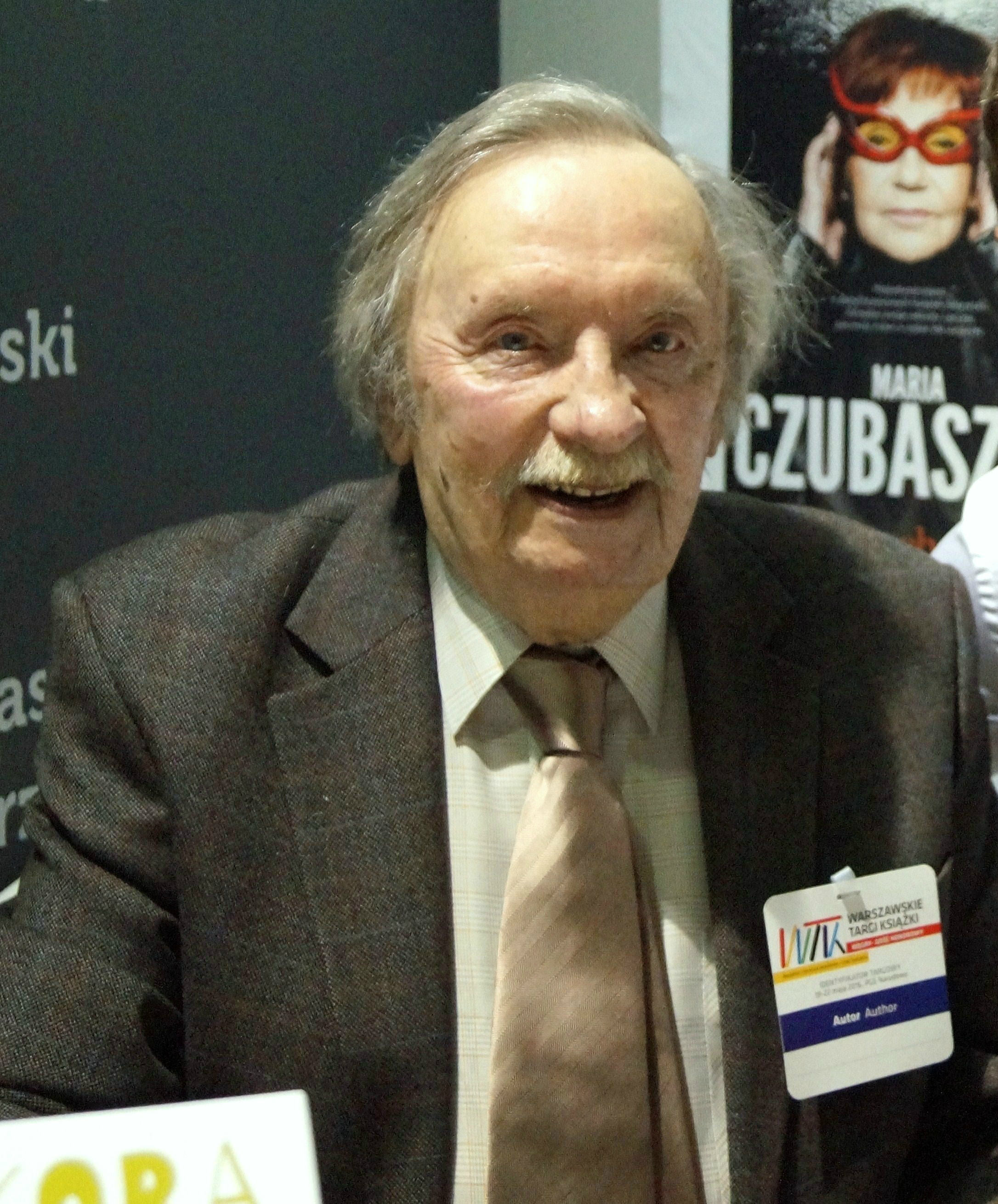
Войцех Покора

- Арад, Цви (75) — израильский математик и деятель образования[319].
- Барши-Патаки, Этелька (76) — венгерская политическая деятельница, депутат Европейского парламента (2004—2009)[320].
- Бейкер, Алан (78) — английский математик, лауреат Филдсовской премии (1970)[321].
- Диа, Хамиду (64) — сенегальский философ, профессор[322].
- Дорфмайстер, Грегор (88) — немецкий журналист и писатель[323].
- Ингилизов, Георгий (63) — болгарский писатель и журналист-маринист[324].
- Махони, Джон (77) — британский и американский актёр театра и кино[325].
- Нейжан, Нат (95) — бельгийский скульптор[326].
- Паттисон, Шеймус (81) — ирландский государственный деятель, председатель парламента Ирландии (1997—2002)[327].
- Покора, Войцех (83) — польский актёр театра, кино и кабаре[328].
- Посашков, Леонид Перфильевич (66) — начальник УМВД России по Владимирской области (1995—2000), генерал-майор милиции[329].
- Роос, Оле (80) — датский кинорежиссёр[330].
- Санпитер, Ирина Игоревна (60) — советская и итальянская актриса, певица[331].
- Талоччи, Анджело (59) — итальянский композитор[332][333].
- Хейг, Кеннет (86) — британский актёр[334].

## 3 февраля

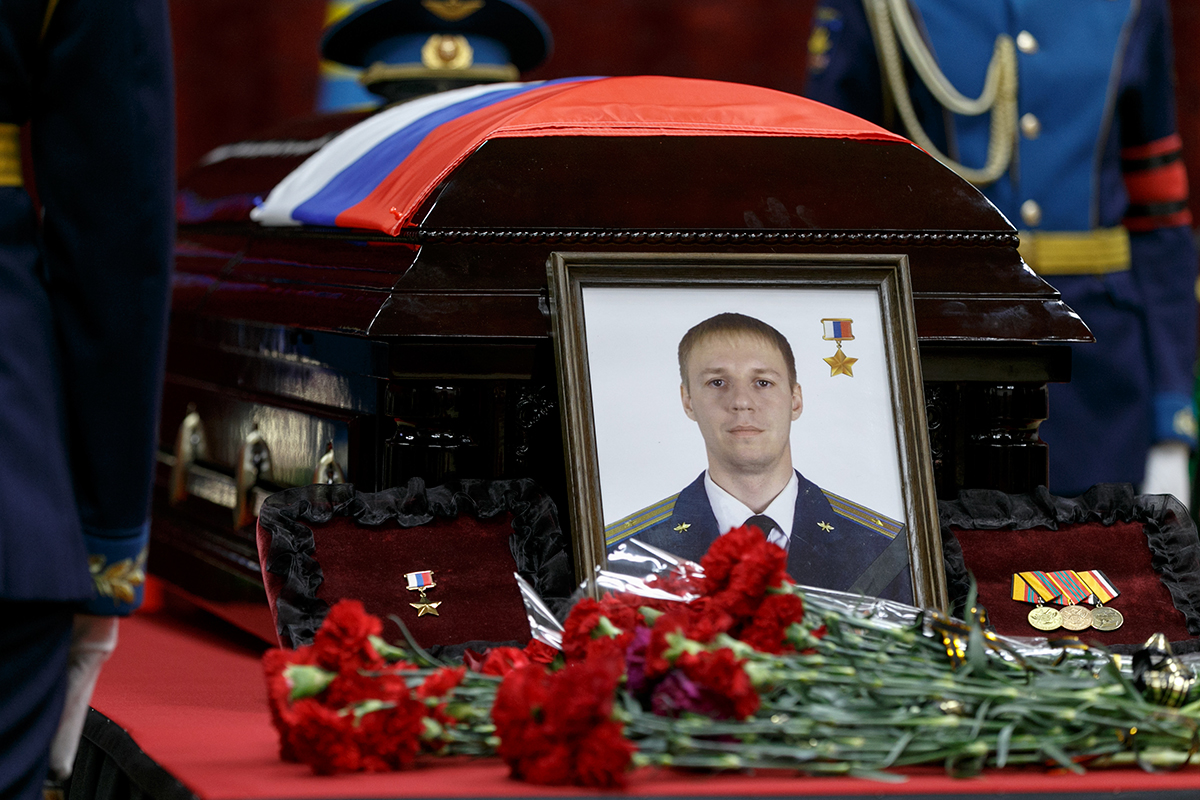
Роман Филипов

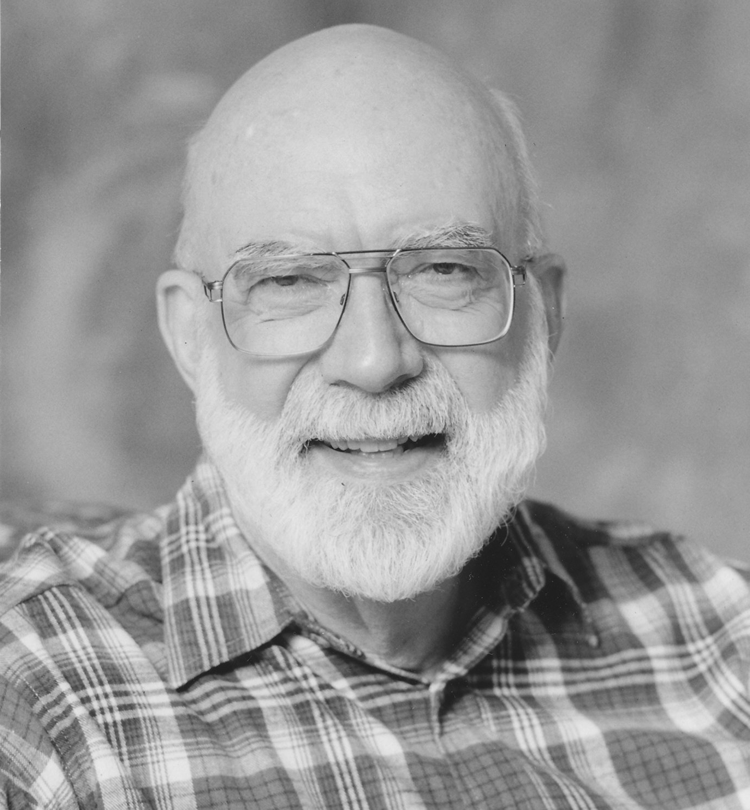
Майкл Харнер

- Вагин, Евгений Васильевич (58) — российский художник-реставратор (художественная ковка)[335].
- Залетаева, Екатерина Владимировна (51) — российский художник-мультипликатор и художник-постановщик[336].
- Имашев, Урал Булатович (73) — российский химик, генеральный директор НПО «Нефтехимпереработка», академик Академии наук Республики Башкортостан (1995)[337].
- Кейз, Дэвид (80) — американский писатель, работавший в основном в жанрах ужасы и фэнтези[338].
- Корбетт, Тед (94) — новозеландский химик, впервые выделивший из Дакридиума кипарисового соединение лауренен[англ.][339].
- Лещенко, Владимир Петрович (79) — советский и российский художник [?].
- Лоурейру, Освалду (85) — бразильский актёр и режиссёр[340].
- Палотаи, Карой (82) — венгерский футболист, арбитр, чемпион летних Олимпийских игр в Токио (1964)[341].
- Филипов, Роман Николаевич (33) — российский военный лётчик, участник военной операции России в Сирии, Герой Российской Федерации (2018, посмертно)[342].
- Харнер, Майкл (88) — американский антрополог[343].
- Цахер, Рольф (76) — немецкий актёр[344].
- Чанслер, Леон (65) — американский музыкант и композитор[345].

## 2 февраля

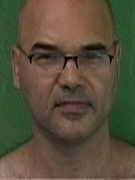
Боаз Арад

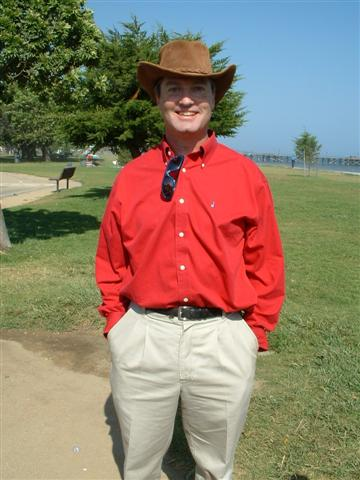
Джозеф Полчински

- Алмат, Алим (100) — казахский и турецкий скрипач[346].
- Арад, Боаз (61) — израильский художник; самоубийство[347].
- Баррет, Дейв (87) — канадский государственный деятель, премьер-министр Британской Колумбии (1972—1975)[348].
- Гирфанова, Альбина Хакимовна[англ.] (61) — советский и российский лингвист[349].
- Диденко, Зинаида Захаровна (79) — советская и российская оперная певица (лирико-драматическое сопрано), солистка Новосибирского государственного академического театра оперы и балета, народная артистка РСФСР (1979)[350].
- Насруллаев, Гебек Алиевич (90) — машинист машин вытягивания стекла завода «Дагестанские огни», Герой Социалистического Труда (1971)[351].
- Полчински, Джозеф (63) — американский физик[352].
- Станчев, Евгений (78) — болгарский журналист, главный редактор журнала «Поглед» (1979—1989, 1990—1994)[353].
- Теструп, Оле (69) — датский актёр[354].
- Хантсман, Джон (старший) (80) — американский бизнесмен и филантроп, основатель и председатель корпорации Huntsman Corporation[355].
- Чаллис, Гордон (86) — новозеландский поэт[356].

## 1 февраля

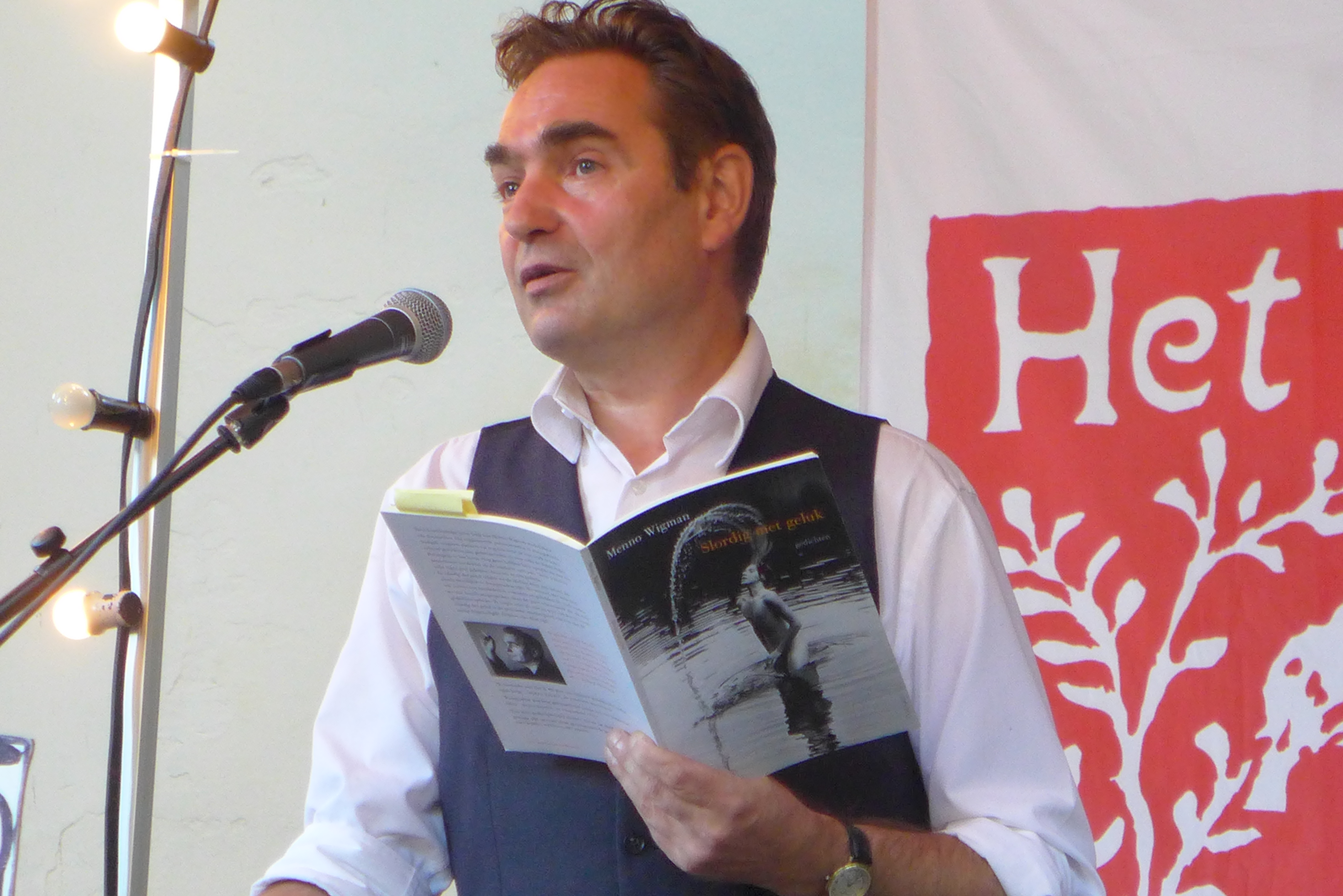
Менно Вигман

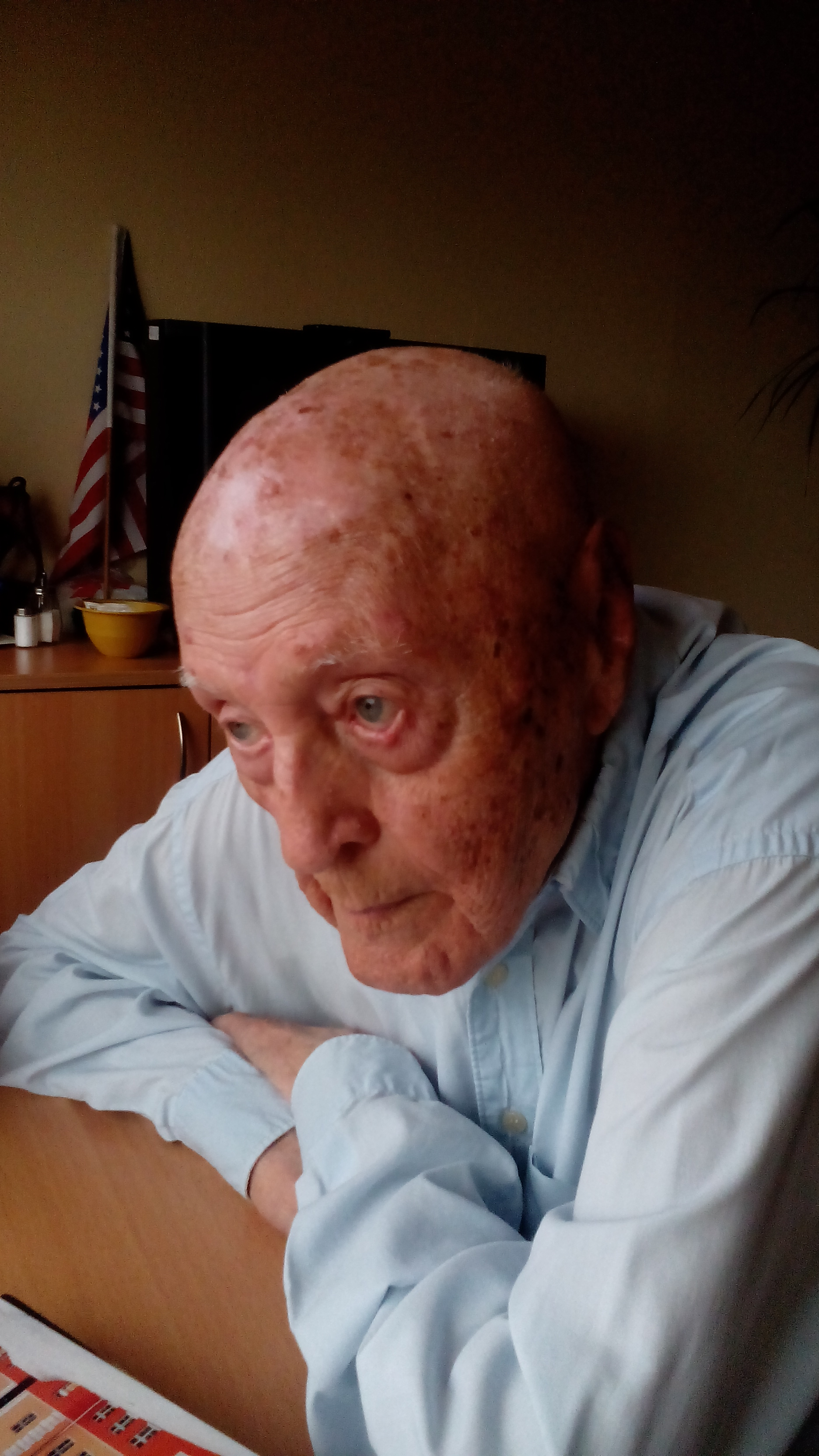
Борис Кит

- Абадес, Реес (68) — испанский кинематографист, 9-кратный лауреат премии «Гойя» за лучшие спецэффекты[357].
- Бурлэнд, Клиффорд (97) — американский спринтер, чемпион летних Олимпийских игр в Лондоне (1948), участник Второй мировой войны[358].
- Бхагат, Ниранджян (91) — индийский поэт[359].
- Вигман, Менно (51) — нидерландский поэт и переводчик[360].
- Вуйчик, Войцех (75) — польский режиссёр и сценарист[361].
- Дюсембеков, Камали Жуматаевич (93) — советский партийный работник, общественный деятель, участник Великой Отечественной войны. Почётный гражданин Карагандинской области.
- Журавлёв, Валерий Октябринович (60) — советский и российский театральный актёр, артист Мурманского областного драматического театра (1994—2017), заслуженный артист Российской Федерации (2010)[362].
- Кастро Диас-Баларт, Фидель (68) — кубинский физик, доктор физико-математических наук (2000), сын Фиделя Кастро; самоубийство[363].
- Кит, Борис Владимирович (107) — белорусский и американский общественный деятель, учёный в области астронавтики[364].
- Ли Кэлинь (75) — китайский бизнесмен, генеральный директор и президент China Shipping Group, «отец китайской индустрии контейнерных перевозок»[365].
- Любовцев, Виктор Ильич (84) — советский и российский тележурналист и режиссёр-документалист[366].
- О’Хара, Майкл (85) — американский волейболист, чемпион Панамериканских игр (1959)[367].
- Соменков, Виктор Александрович (80) — советский и российский физик, ведущий научный сотрудник Института сверхпроводимости и физики твердого тела РАН, лауреат Государственной премии СССР (1986), лауреат Государственной премии РФ (2000) [?].
- Стаут, Алан (85) — американский композитор[368].
- Су Бай (95) — китайский археолог, пионер археологии буддизма в Китае[369].
- Уайтхед, Уильям (86) — канадский сценарист[370].
- Ферран, Эдуар (52) — французский политик, депутат Европейского парламента (с 2014 года)[371].
- Эдвардс, Денниc (74) — американский певец (The Temptations)[372].